# A Gyűrűk Ura (filmsorozat)
A Gyűrűk Ura-sorozat (angolul: The Lord of the Rings Series, népszerű angol rövidítése: LotR vagy TLotR, magyar rövidítése: GyU) Peter Jackson új-zélandi rendező J. R. R. Tolkien angol író és filológus azonos című, 1954–1955-ben megjelent regényén alapuló, 1999-től 2003-ig készített, 2001-ben, 2002-ben és 2003-ban bemutatott új-zélandi–amerikai fantasy-filmsorozata, melyet az új-zélandi WingNut Films gyártott és az akkor még független filmes stúdiónak számító amerikai New Line Cinema forgalmazott. Három részből áll: A Gyűrű Szövetsége (The Fellowship of the Ring, 2001), A két torony (The Two Towers, 2002) és A király visszatér (The Return of the King, 2003). A sorozat forgatókönyvét Peter Jackson és élettársa, Fran Walsh, valamint Philippa Boyens, Stephen Sinclair és Barrie M. Osborne írta. A főbb szerepekben Ian McKellen (Gandalf), Elijah Wood (Frodó), Viggo Mortensen (Aragorn), Sean Astin (Samu), Orlando Bloom (Legolas), John Rhys-Davies (Gimli), Andy Serkis (Gollam), Christopher Lee (Saruman), Cate Blanchett (Galadriel), Billy Boyd (Pippin), Dominic Monaghan (Trufa), Miranda Otto (Éowyn), Bernard Hill (Théoden), Sean Bean (Boromir), David Wenham (Faramir), John Noble (Denethor), Liv Tyler (Arwen) és Hugo Weaving (Elrond) látható. A filmsorozat sikereit követően Jackson 2012-2014-ben mutatta be a Hobbit-sorozatot, ami a Gyűrűk Ura előtörténetét képezi és Tolkien azonos című novellája alapján készült.
A történet szerint a mű címszereplője, a Sötét Úr, Sauron megalkotja a Hatalom Gyűrűit, melyeket Középfölde királyainak ad, akiket így saját gyűrűje, az Egy Gyűrű segítségével irányítani tud. Célja az egész Középfölde fölötti uralom megszerzése és saját elképzelései szerinti átalakítása. Az emberek és tündék Utolsó Szövetsége azonban  legyőzi őt, elveszik tőle az Egyet, ezért menekülnie kell. Az Egy az emberek királyához kerül, majd több ezer évre elveszik. Amikor előkerül, az évezredekig rejtőzködő Sauron elindítja a Gyűrűháborút, hogy visszaszerezze tulajdonát, elpusztítsa ellenségeit és végül saját gonosz géniusza alatt egyesítse a világot. Ekkor megalakul a Gyűrű Szövetsége, melynek célja a Gyűrű elpusztítása, ezt azonban csak Sauron birodalmának szívében, Mordorban lehet megtenni. A Gyűrű hordozója Frodó lesz, akire hárul a feladat, hogy elviselje a Gyűrű által okozott gyötrelmeket. Útja során a történet főszereplője, Samu lesz segítségére, a Szövetség többi tagja pedig kiveszi a részét a háborúból, amely egész Középföldét beborítja.
A sorozat kétségtelenül az egész filmtörténet egyik legnagyobb vállalkozása, szinte mindenütt elismeréssel adóztak a stáb munkája előtt. Jelentősége azonban nem csupán a szakmai és közönségi körökben elért egyöntetű sikerében érhető tetten, ugyanis a Gyűrűk Ura átvezette a huszadik századi filmgyártást a 21. századba, méghozzá úgy, hogy miközben a régi idők nagy filmvállalkozásainak eredményeit megtartotta, olyan új elemekkel és technológiákkal bővítette a filmet, amelyek máig meghatározzák a filmművészetet; a CGI alkalmazásában például a Gyűrűk Ura stábja elsőként végzett abszolút úttörő és sikeres munkát. Zenéje, mely Howard Shore kanadai zeneszerző munkája, az egyetemes filmzene egyik csúcsteljesítménye. A sorozat befejező része a modern filmeposz alapfogalmává vált és hosszas szünet után újra bebizonyította, hogy rendkívül terjedelmes játékidővel is lehet óriási tömegeket vonzani a mozikba. A három film mozibevételei majdnem elérték a 3 milliárd dollárt, a világ kritikusai pedig összesen 17 Oscar-, 4 Golden Globe-, 8 BAFTA-, 4 Grammy-díjjal és 445 további elismeréssel jutalmazták a sorozatot. A sikernek köszönhetően a filmekre az évek alatt egy egész iparág épült, mely azóta is töretlen népszerűségnek örvend.

## Szereplők

### Főszereplők (mind a három filmben szerepelnek)
- Elijah Wood mint Zsákos Frodó (Frodo Baggins) (magyar hangja Csőre Gábor), egy megyei hobbit, aki megörökli bácsikájától, Bilbótól a Szauron által kovácsolt Egy Gyűrűt, és elindul annak elpusztítására. Völgyzugolyban tagja lesz a Gyűrű Szövetségének, és elindul az Orodruin, a Végzet Hegye felé. A Szövetség széthullása után kertészével,Csavardi Samuval indul el Mordorba. A király visszatérben sikerül elpusztítania a Gyűrűt. Szauron bukása után elhajózik Valinorba.
- Sir Ian McKellen mint Gandalf (Gandalf) (magyar hangja Bács Ferenc), a mágus, akinek tanácsára Frodó elindul elpusztítani az Egy Gyűrűt. A Gyűrű Szövetségének tagja. Khazad-dûm hídján megküzd egy balroggal, és lezuhan a mélybe. A két toronyban visszatér mint Fehér Gandalf, és segíti a Szövetség megmaradt tagjait a háborúban. A király visszatérben Gondorba megy, és részt vesz a Minas Tirith és a Morannon előtt vívott csatában. Mordor pusztulása után elhajózik Valinorba.
- Viggo Mortensen mint Aragorn (Aragorn) (magyar hangja Selmeczi Roland), Isildur örököse, és Gondor trónjának várományosa. Segíti Frodót eljutni Völgyzugolyba, ahol a Szövetség tagja lesz. A Szövetség széthullása után Rohanba megy, ahol részt vesz a Helm-szurdoki csatában. Innen továbbmegy a Holtak Ösvényén, legyőzi az Umbari Kalózokat, Gondor ellenségeit, majd harcol a Minas Tirith és a Morannon előtt vívott csatában. A király visszatér végén elfoglalja Gondor trónját.
- Sean Astin mint Csavardi Samu (Samwise Gamgee) (magyar hangja Kerekes József), Frodó szolgája és kertésze. Samu elkíséri Frodót az úton Völgyzugolyba, ahol a Gyűrű Szövetségének tagja lesz. A Szövetség felbomlása után Frodóval tart Mordorba. Szauron bukása után visszatér a Megyébe és megházasodik.
- Orlando Bloom mint Legolas (Legolas) (magyar hangja Rékasi Károly), a Bakacsinerdő tünde-királyának, Thranduilnak a fia. Apja Völgyzugolyba küldi Elrond Tanácsába, ahol a Gyűrű Szövetségének tagja lesz. A Szövetség felbomlása után Aragornnal és Gimlivel, a törppel Rohanba mennek, majd részt vesznek a Helm-szurdoki csatában, és átvonulnak a Holtak Ösvényén. Ezután harcolnak Szauron ellen a Minas Tirith és a Morannon előtt vívott csatákban.
- John Rhys-Davies mint Gimli (Gimli) (magyar hangja Rajhona Ádám), egy törp. II. "Vaslábú" Dáin Völgyzugolyba küldi Elrond nagytanácsára, és ott a Gyűrű Szövetségének tagja lett. A Szövetség felbomlása után Aragornnal és Legolassal, a tündével Rohanba mennek, majd részt vesznek a Helm-szurdoki csatában, és átvonulnak a Holtak Ösvényén. Ezután harcolnak Szauron ellen a Minas Tirith és a Morannon előtt vívott csatákban.
- Andy Serkis mint Gollam (Gollum) (magyar hangja Láng Balázs), eredeti nevén Szméagol, egy eltorzult, öreg, hobbit. A történet kezdete előtt unokatestvére, Déagol, megtalálja az Egy Gyűrűt az Anduinban, ahol Szméagollal együtt horgászik. Szméagolt hatalmába keríti a Gyűrű ezért, megfojtja a barátját, majd a Gyűrűt a Ködhegység alá viszi. Később elveszti a Gyűrűt, amit Zsákos Bilbó, Frodó nagybátyja talál meg. A Gyűrű Szövetsége történésének idején Szauron, a Sötét Úr elfogja Gollamot, és kínzással megtudja tőle, hogy hol van a Gyűrű. Gollamot ezután elengedik Mordorból, és Móriába megy, ahol a Szövetség útja során Gandalf és Frodó észreveszik. A két torony elején Frodó elfogja, és ráveszii, hogy vezesse őket Mordorba. Gollam elvezeti őket Mordor Fekete Kapujához, majd onnan tovább északra, Cirith Ungol, a Pókhágó felé. Útközben Ithiliában elfogják őket a gondori helytartó fia, Faramir vezénylete alatt álló katonák. Faramir Gondorba viszi a hobbitokat és Gollamot, de Osgiliath városából elengedi őket. A király visszatérben elérnek Cirith Ungolba, ahol Gollam csapdát állít Frodónak, de Samu meghiúsítja terveit. Frodó fogságba esik, ám Samu kiszabadítja, és továbbindulnak a Végzet Hegye felé, hol Gollam elveszi Frodótól a Gyűrűt, de Frodó belelöki a Végzet Katlanába.
- Sir Christopher Lee mint Fehér Szarumán (Saruman the White) (magyar hangja Reviczky Gábor), a Sötét Urat szolgáló gonosz mágus. Erődjébe, Vasudvardba csalja Gandalfot, majd fogságba ejti. Gandalf megszökik a Sasok Ura, Szélura Gwaihir segítségével, és hírt visz Szauron ellenségeinek Szarumán árulásáról. A mágus a Gyűrű Szövetségének útját akadályozza (rájuk omlasztja a Caradhras nevű hegyet, ezzel bekényszerítve őket Mória bányáiba, ahol Gandalf lezuhan egy szakadékba), majd uruk-haiokat küld rájuk, akiknek a hobbitokat el kell vinniük Vasudvardba. Az uruk-haiok nem a Szarumán által kívánt Frodót, a Gyűrűhordozót fogják el, hanem barátait, Trufát és Pippint; de őket is elveszítik, amikor a rohani lovasok rajtuk ütnek. Szarumán ezután dühében tízezer uruk-haiot küld Rohan feldúlására, de őket legyőzik a Helm-Szurdokban vívott csatában. Eközben Gandalf barátai, az entek elárasztják Vasudvardot, amelynek vizében Pippin megtalálja a Palantírt, a látókövet, amelynek segítségével Szarumán kommunikált Szauronnal. A király visszatér bővített változatában Szarumánt megöli szolgája, Kígyónyelvű Gríma.
- Dominic Monaghan mint Borbak Trufiádok (Meriadoc Brandybuck) (magyar hangja Stohl András), becenevén Trufa, egy hobbit. Elkíséri Frodót a Gyűrű Szövetségével. A Szövetség felbomlásakor a gonosz mágus, Fehér Szarumán szolgálatában álló uruk-haiok a társával, Pippinnel együtt elrabolják, és elhurcolják Rohanon keresztül. Ott megszöknek, és Fangorn erdejébe menekülnek, ahonnan a Vasudvardi Csatába kerülnek. Szarumán bukása után a rohani sereggel elvágtat Minas Tirithbe, ahol a csatában megsebzi Szauron főkapitányát, az Angmari Boszorkánykirályt. Részt vesz a Morannoni Csatában, majd visszatér a Megyébe.
- Billy Boyd mint Tuk Peregrin, becenevén Pippin (Peregrin Took) (magyar hangja Lippai László), becenevén Pippin, egy hobbit. A Megyében csatlakozik Frodóhoz, és elkíséri Völgyzugolyba, ahol a Gyűrű Szövetségének tagja lesz. Mória kapui előtt felriasztja a Tó Őrét, majd bent a bányákban a balrogot. A Szövetség felbomlásakor a gonosz mágus, Fehér Szarumán szolgálatában álló uruk-haiok a társával, Trufával együtt elrabolják, és elhurcolják Rohanon keresztül. Ott megszöknek, és Fangorn erdejébe menekülnek, ahonnan a Vasudvardi Csatába kerülnek. Onnan Rohanba kerül, ahol belenéz egy Palantírba, amiben meglátja Szauront, a Sötét Urat. Innen Gandalf Gondorba viszi, ahol részt vesz a Minas Tirith, majd a Morannon előtt vívott csatában. Minas Tirith ostromában megvédi a máglyahaláltól az őrült uralkodó, Denethor fiát, Faramirt. Szauron bukása után visszatér a Megyébe.
- Hugo Weaving mint Elrond (Elrond) (magyar hangja Rosta Sándor), Völgyzugoly tünde-ura. Frodó Völgyzugolyba jutása után összehívja a Nagytanácsot, amin megalakul a Gyűrű Szövetsége. A két toronyban lányát, Arwent Valinorba küldi, annak ellenére, hogy az maradni kíván, mert szerelmes a Rohanban harcoló Aragornba. A harmadik filmben a lány visszatér, Elrond pedig újrakovácsoltatja Aragorn őse, Isildur eltört kardját, a Narsilt. Ezután Dúnhargba megy Aragornhoz, és ráveszi, hogy szólítsa harcba a Holtak Ösvényén áthaladva az ott élő elátkozott holtakat, és induljon csatába a Minas Tirithet ostromló mordori sereg ellen. A király visszatérte után elhajózik Valinorba.
- Liv Tyler mint Arwen Undómiel (Arwen Evenstar) (magyar hangja Solecki Janka), Elrond lánya, aki szerelmes Aragornba. Frodó Völgyzugolyba tartó útján megmenekíti őt Szauron szolgái, a Gyűrűlidércek elől, és elviszi Elrond házába. Völgyzugolyban ráveszi Aragornt, hogy szálljon szembe Szauronnal. A két toronyban apja elküldi Valinorba, de a lány egy látomása után visszatér, és A király visszatérben ráveszi apját, hogy kovácsoltassa újra Aragorn őse, Isildur arnori király eltört kardját, a Narsilt. Szauron bukása után Arwen feleségül megy Aragornhoz, és az Újraegyesített Királyság királynéja lesz.
- Cate Blanchett mint Galadriel (Galadriel) (magyar hangja Kovács Nóra), az egyik Középföldén található tünde-ország, Lothlórien úrnője. A Gyűrűszövetség útja során befogadja őket országába, majd ajándékokkal ellátva távozhatnak onnan. A két toronyban ráveszi Elrondot, hogy a tündék segítséget küldjenek a rohani embereknek a Helm-Szurdokban vívott csatában. Szauron bukása után elhajózik Valinorba.

### A Gyűrűk Ura: A Gyűrű Szövetsége
- Ian Holm mint Zsákos Bilbó (Bilbo Baggins) (magyar hangja Makay Sándor), Frodó nagybátyja, aki rátalált egykor a Gyűrűre Gollam barlangjában. 111. születésnapján a Gyűrűt Frodónak adja, és elmegy Zsáklakból a tündék lakta Völgyzugolyba. Ott Elrond tanácsa előtt ismét találkozik Frodóval, és nekiadja régi kardját, a Fullánkot, valamint egy mithrilből készült páncélinget.[1] Mordor bukása után elhajózik Valinorba.
- Sean Bean mint Boromir (Boromir) (magyar hangja Sinkovits-Vitay András), Denethor helytartó idősebb fia és Faramir bátyja. Apja elküldi Elrond tanácsára, továbbá megparancsolja neki, hogy vigye el az Egy Gyűrűt Gondorba. Völgyzugolyban tagja lesz a Gyűrű Szövetségének. Parth Galen gyepén megpróbálja elvenni Frodótól a Gyűrűt. Ez nem sikerül neki, és nemsokára Szarumán uruk-haiai megtámadják a Szövetséget. Boromir megpróbálja megvédeni Trufát és Pippint, de az uruk-haiok vezetője, Lurtz megöli, és a hobbitokat elhurcolják.
- Shane Rangi mint az Angmari boszorkánykirály (The Witch-King of Angmar), a nazgûlok ura. Ő vezeti a Frodót Fekete Lovasok alakjában üldöző gyűrűlidérceket, és ő szúrja meg a Gyűrűhordozót Széltetőn. A Bruinen gázlójánál elsodorja a többi gyűrűlidérccel együtt a víz. A két toronyban visszatér a többi lidérccel együtt, immár szárnyas lovakon lovagolva. Ő vezeti Minas Tirith ostromát, és megöli Théoden királyt, de Trufa és Éowyn vele is végeznek.
- Lawrance Makoare mint Lurtz (Lurtz), Szarumán uruk-haiainak parancsnoka. Ő vezeti a Szövetség utáni hajszát, és ő öli meg Boromirt. Ezután párbajt vív Aragornnal, aki leszúrja.
- Marton Csokas mint Celeborn (Celeborn), Galadriel férje és Lothlórien ura. Ajándékokkal és tanácsokkal látja el a Gyűrűszövetség tagjait. Szauron bukása után elhajózik Valinorba.
- Craig Parker mint Haldír (Haldir) (magyar hangja Markovics Tamás), lothlórieni tündekatona. A Gyűrűszövetség Lórienbe érkezésekor ő vezeti be őket Caras Galadhonba, Galadrielhez és Celebornhoz. Később Elrond parancsára kétszáz tünde-íjászt vezet a Helm-szurdoki csatába. Szarumán uruk-haiai ölik meg a csatában.

### A Gyűrűk Ura: A két torony
- Bernard Hill mint Théoden (Theoden) (magyar hangja Ujréti László), Rohan királya. A Gyűrű Szövetsége cselekményének idején a gonosz mágus, Fehér Szarumán, varázslat útján, és a rohani kémén, Kígyónyelvű Grímán át befolyásolja az öreg uralkodót. A két toronyban Fehér Gandalf Rohan fővárosába, Edorasba lovagol, és megszabadítja a királyt Szarumán varázslatától. Théoden ezek után menedéket keres Rohan legerősebb erődítményében, a Helm-Szurdokban fekvő várban. Az odaúton Szarumán farkaslovasokat küld rájuk, majd a király és katonái a szurdokba való megérkezés után elindít Vasudvardból egy tízezer főnyi uruk-hai-hadsereget. Csatára kerül sor, majd megjelenik Gandalf, aki elment még az Edorasból való elindulás előtt, segítségül hozza a király unokaöccsét, Éomert, akit Kígyónyelvű Gríma száműzött az országból. Théoden megnyeri a csatát, majd összegyűjti seregeit, és az ostrom alatt álló szövetséges Gondor segítségére siet. A gondori főváros, Minas Tirith mellett vívott csatában megöli az Angmari Boszorkánykirály.
- Karl Urban mint Éomer (Eomer) (magyar hangja Viczián Ottó), Théoden király unokaöccse. Rohan katonáinak egy részét vezeti (ő üt rajta a Trufát és Pippint hurcoló vasudvardi uruk-haiokon), de a király fia, Théodred herceg halála után Kígyónyelvű Gríma száműzi. Éomer észak felé indul, és az útja során találkozik a Három Vadásszal (Aragornnal, Legolassal és Gimlivel). Elmondja neki, hogy az orkokat lemészárolták, de a hobbitokat nem látták. Ezután Éomer észak felé lovagol kétezer követőjével. A Helm-Szurdokban vívott csatába Gandalf hívja segítségül, ahol Éomer serege szétveri az uruk-haiokat. A király visszatérben Théodennel együtt ellovagol a Minas Tirith melletti csatába. Théoden halála után Rohan királya lesz, és részt vesz a morannoni csatában.
- Miranda Otto mint Éowyn (Eowyn) (magyar hangja Györgyi Anna), Théoden király unokahúga, aki szerelmes Aragornba. Elkíséri a királyt és kíséretét a Helm-Szurdokba, majd Gondorba. Ott Trufával együtt megöli az Angmari Boszorkánykirályt, de súlyos sebesülést szerez. Aragorn meggyógyítja. Miután Aragornék elindultak a morannoni csatához szerelmes lesz Gondor helytartójának fiába, Faramirba, ezúttal szerelme viszonzásra talál.
- David Wenham mint Faramir (Faramir) (magyar hangja Rajkai Zoltán), Boromir bátyja és Denethor gondori helytartó kisebbik fia. Ithiliában feltartóztatja a Mordorba tartó Frodót, Samut és Gollamot. Miután tudomást szerez a Gyűrűről, úgy dönt, hogy elviszi azt apjának, Denethornak. Osgiliath városában egy nazgûl megtámadja őket, és Faramir elengedi Frodót, Samut és Gollamot. A király visszatérben ork csapatok nazgûlok által támogatva elfoglalják Osgiliathot, és kiűzik Faramirt a városból. Minas Tirithben apja megparancsolja neki, hogy szerezze vissza Osgiliathot, ez azonban nem sikerül, és Faramir súlyos sebet szerez ork-nyílvesszők által. Denethor azt hiszi, hogy Faramir meghalt, ezért bánatában máglyát rakat, és azon akarja elégetni önmagát a fiával együtt, de Gandalf és Pippin ezt megakadályozza, és míg Denethor meghal, Faramirt az Ispotályba viszik. A film bővített változatában Aragorn meggyógyítja.Miután a többiek elindultak a morannoni csatába szerelmes lesz Éowynba.
- Brad Dourif mint Kígyónyelvű Gríma (Grima Wormtongue) (magyar hangja Kőszegi Ákos), Szarumán kémje és szolgája Edorasban. Szarumán Gríma segítségével hatalma alatt tartja Théoden királyt, és sikerül száműznie számos harcosával együtt Éomert, a király unokaöccsét. Gandalf Edorasba érkezése után Théoden száműzi Grímát, aki Vasudvardba vágtat Szarumánhoz. A király visszatér bővített változatában Orthanc tornyának tetején leszúrja az őt megütő Szarumánt, Legolas pedig Grímát is megöli.
- Craig Parker mint Haldír (Haldir) (magyar hangja Markovics Tamás).Lothlórienben élő tünde harcos, ki a Völgyzugolyi Elrond parancsára kétszáz íjásszal együtt a helm-szurdokba mennek, hogy Théoden segítségere legyenek. A csatában azonban egy uruk-hai által életét veszti

### A Gyűrűk Ura: A király visszatér
- John Noble mint Denethor (Denethor) (magyar hangja Szakácsi Sándor), Gondor helytartója, valamint Faramir és Boromir apja. Gandalf tanácsa ellenére Osgiliath elvesztése után visszaküldi fiát, Faramirt a város visszafoglalására, ahol az súlyos sérülést szerez. Eközben Minas Tirith körül bezárul az ostromgyűrű. Mikor Denethor ezt megtudja, megőrül, és megparancsolja embereinek, hogy ne harcoljanak tovább. Ekkor Gandalf leüti botjával az uralkodót, és harcba vezeti a gondori katonákat az ostromlók ellen. Éjszaka, amikor az orkok közel állnak a győzelemhez, Denethor máglyát rakat magának és Faramirnak. Mikor Denethor már meggyújtja a máglyát, hogy elégesse önmagát és a fiát, Gandalf megérkezik Pippinnel, és megmenti Faramirt, de Denethor elég.
- Bernard Hill mint Théoden (Theoden) (magyar hangja Ujréti László).
- Karl Urban mint Éomer (Eomer) (magyar hangja Viczián Ottó).
- Miranda Otto mint Éowyn (Eowyn) (magyar hangja Györgyi Anna).
- David Wenham mint Faramir (Faramir) (magyar hangja Rajkai Zoltán).
- Brad Dourif mint Kígyónyelvű Gríma (Grima Wormtongue) (magyar hangja Kőszegi Ákos).[2]
- Lawrance Makoare mint az Angmari Boszorkánykirály (The Witch-King of Angmar).
- Marton Csokas mint Celeborn (Celeborn).
- Ian Holm mint Zsákos Bilbó (Bilbo Baggins) (magyar hangja Makay Sándor).

### „Történelmi” személyek (a Prológus és a visszaemlékezés-jelenetek szereplői)
- Peter McKenzie mint Elendil (Elendil), Gondor és Arnor királya, akit Szauron öl meg
- Mark Ferguson mint Gil-galad (Gil-galad), Lindon tünde-királya, aki részt vesz a Szauron ellen vívott csatában a Harmadkor kezdetén.
- Harry Sinclair mint Isildur (Isildur), Elendil fia, aki levágja Szauron kezéről az Egy Gyűrűt, amit Elrond tanácsa ellenére nem semmisít meg, hanem megpróbálja hazavinni országába, Arnorba. Az út során egy ork-támadás során hal meg, és teste a Gyűrűvel együtt elsüllyed az Anduinban.
- Thomas Robins mint Déagol (Deagol), Szméagol (Gollam) unokatestvére. Horgászás közben beleesik az Anduinba, és megtalálja az Egy Gyűrűt, amit ismételt kérés ellenére nem hajlandó odaadni Szméagolnak, aki erre megfojtja, és elveszi tőle a Gyűrűt.
- Sala Baker mint Szauron (Sauron), a Sötét Úr.[3]

## Cselekmény
|  | Alább a cselekmény részletei következnek! |

### A Gyűrűk Ura: A Gyűrű Szövetsége

#### Az Egy Gyűrű története
A Másodkorban az eregioni nemestündék elkészítik a Hatalom Gyűrűit. Hármat a tündék urai, hetet a törp-királyok, kilencet pedig az emberek fejedelmei kaptak. Eközben Szauron, a Sötét Úr elkészítette birodalmának, Mordornak közepén, a Végzet Hegyének nevezett vulkán tüzében az Egy Gyűrűt, amivel uralkodni lehet a többi Gyűrű felett. Az emberekből, akiknek birtokukba kerül egy-egy Gyűrű, egymás után lidércekké, Szauron szolgáivá válnak. Szauron megkísérli meghódítani Középföldét a Gyűrű segítségével, de a tündék és emberek Utolsó Szövetsége a seregeivel – Elendil király és fiai, valamint Gil-galad, a tündék királya vezetésével – szembeszáll a Sötét Úr seregeivel. A nagy csatában a Végzet Hegyének lejtőin Isildur, Elendil fia levágja Szauron kezéről a Gyűrűt, ezzel megsemmisítve Szauron testi formáját. Szauron szelleme azonban addig nem pusztul el, ameddig az Egy Gyűrű létezik, a Gyűrűt viszont csak ott lehet elpusztítani, ahol készült: bele kell dobni a Végzet Hegyének tüzébe. Isildur azonban a seregében harcoló tünde-úr, Elrond tanácsa ellenére sem semmisíti meg az ékszert. A herceget egy útján Szauron szolgái, orkok támadják meg, Isildurt megölik, és a Gyűrű Középfölde legnagyobb folyójába, az Anduinba esik. Kétezer évvel később a Gyűrűt megtalálják, és az egy újabb hordozót csal tőrbe: az egykor emberi alakot viselt Gollam nevű teremtményt. Gollam egy barlangba viszi a Gyűrűt, ahol megismeri az ékszer azon tulajdonságát, hogy viselőjét láthatatlanná teszi. A Gyűrű természetellenesen meghosszabbítja Gollam életét, aki ötszáz évig él a barlangokban. Ekkor a Gyűrű, ami önálló akarattal rendelkezik, cserbenhagyja Gollamot, és egy újabb hordozóhoz kerül: egy hobbithoz, Zsákos Bilbóhoz a Megye nevű országból. Bilbó, csak azt tudván, hogy a Gyűrű láthatatlanná teszi viselőjét, hazaviszi az ékszert a Megyébe.

#### A Megyében
60 évvel később Bilbó 111. születésnapján az unokaöccsére, Frodóra hagyja a Gyűrűt, és ő maga elutazik a Megyéből. A nagy mágus, Szürke Gandalf felfedezi, hogy a Gyűrű az Egy, és útnak indítja Frodót, hogy meneküljön el kertészével, Samuval Szauron őt üldöző szolgái elől. Frodó Gandalf tanácsára egy eriadori városba, Bríbe igyekszik Samuval. Az út során csatlakozik hozzájuk két ifjú hobbit, a Pippinnek becézett Tuk Peregrin és a Trufának is nevezett Borbak Trufiádok. Megpróbálnak kijutni a Megyéből a Borbuggyan folyó révjén, ahová csak egy pillanattal előzik meg a nazgûlokat.

#### Vasudvardon
Miközben Frodó Eriadorban utazik, Gandalf a Vasudvard nevű erődbe lovagol, aminek Orthanc nevű tornyában él rendjének leghatalmasabbika, a Fehér Szarumán. Gandalf Szarumán tanácsát kéri, aki elmondja neki, hogy Szauron a Gyűrű után küldte legerősebb szolgáit, a mordori nyelven Nazgûloknak nevezett Gyűrűlidérceket a Kilenc Gyűrű egykori birtokosait. Szarumán azt is elmondja, hogy átállt Szauron oldalára, és kéri Gandalfot, hogy segítsen neki az Egy Gyűrű megszerzésével a Fehér Mágus részére. Mikor Gandalf ezt megtagadja, Szarumán bebörtönzi őt Orthanc tetejére. Szauron egy látőkövön keresztül megparancsolja Szarumánnak, hogy hozzon létre egy hatalmas hadsereget. Szaruon kivágatja Vasudvard kertjeit, gödröket hoz létre, ahol fegyvereket kovácsoltat, és mágiával létrehozza az orkok új, veszélyesebb fajtáját, az uruk-hait.

#### Eriadorban
A hobbitok eljutnak Bríbe, ahol a Pajkos Póni nevű fogadóban új útitársra tesznek szert: Aragornra, az eriadori dúnadán kószára. Aragorn segítségével elérik a Széltető nevű dombon álló egykori őrtorony, Amon Sûl romjait, ahol a Gyűrűlidércek támadása éri őket. Frodó felhúzza ujjára a Gyűrűt, amitől félig átkerül az árnyékvilágba, és a nazgûlok kapitánya, az Angmari Boszorkánykirály megszúrja egy mérgezett tőrrel. A lidérc azonban nem tudja elvenni Frodótól a Gyűrűt, mert Aragorn megérkezik, és elüldözi a nazgûlokat. Frodó súlyos sebet szerzett a Morgul-tőr által, és Aragorn nem tudja meggyógyítani, így megpróbálja eljuttatni a hobbitokat Völgyzugolyba, Elrond, egy nagy hatalmú tünde-úr házába.
Útközben Aragorn gyógyfüvet keres Frodó számára, amikor találkozik szerelmével, Elrond lányával, Arwennel, aki elvállalja, hogy Völgyzugolyba viszi Frodót lóháton. Útközben Arwen nyomába erednek a nazgûlok, de Arwen gyorsabban ér Völgyzugoly határához, a Bruinen gázlójához. Ott Arwen parancsára a folyó megárad, és elsodorja a nazgûlokat.

#### Völgyzugolyban
Elrond meggyógyítja Frodót, aki, miután magához tér, találkozik a Szarumán tornyából egy sas által kiszabadított Gandalffal, társaival (Samuval, Trufával és Pippinnel), valamint az ott élő öreg Bilbóval.
Elrond összehívja azoknak a népeknek a tanácsát, akik még hűségesek Középföldéhez, hogy eldöntsék, mi legyen a Gyűrű sorsa. Elmondja, hogy a Gyűrűt csak úgy lehet megsemmisíteni, ha a mordori Végzet Hegyének tüzébe vetik, ahol Szauron egykor készítette. Frodó vállalkozik, hogy elvigye a Gyűrűt Mordorba. Vele tartanak addigi társai, Samu, Trufa, Pippin és Aragorn; csatlakozik hozzá Gandalf; valamint Középfölde szabad népeinek képviseletében Legolas, a Bakacsinerdő tünde-királyának fia, Gimli, egy törp és Gondor helytartójának fia, Boromir. Ez a Gyűrű Szövetsége.

#### Úton
Magyalföldön észreveszik a Szövetséget Szarumán kémei, a dúnföldi varjak, majd a Caradhras nevű hegy hágóján a Fehér Mágus rájuk omlasztja a sziklákat. Ennek következtében az építői által elhagyott és orkok, valamint egy balrognak nevezett szörnytestben lakozó gonosz szellem által uralt, korábban Khazad-dûm törp-birodalom, Mória bányáin keresztül kénytelenek utazni.

#### Móriában
Megtalálják a közelmúltban Móriát a törpök számára visszaszerezni próbált törp-úr, Balin sírját. Ott orktámadás éri őket, majd a balrog is megjelenik, és üldözőbe veszi a Szövetséget. Gandalf Khazad-dûm hídján megküzd a balroggal, és mindketten egy mély szakadékba zuhannak. A Szövetség kiér Móriából.

#### Lothlórienben
A Szövetség tagjai elérnek Lothlórienbe, egy tünde-országba, ahol Galadriel úrnő és Celeborn úr, az ország uralkodói befogadják őket. Itt Frodó felajánlja Galadrielnek a Gyűrűt, de ő nem fogadja el. Galadriel és Celeborn ajándékokkal látják el a Szövetséget, és ők továbbutaznak az Anduinon, a Nagy Folyón.

#### A Szövetség felbomlása
Szarumán felállít egy ork-sereget a Szövetség üldözésére. Ők letáboroznak a Parth Galenen, egy erdős hegyoldalon az Anduin mellett. Boromir ott megkísérli elvenni a Gyűrűt Frodótól, hogy megmentse az országát, de ez nem sikerül neki. Frodó találkozik Aragornnal, és észreveszik az orkokat. Az ember tanácsára Frodó elmegy, és megpróbál elmenekülni az orkok elől. Mikor Trufa és Pippin megtudják ezt, elterelik az orkokat. Az immár bűnbánó Boromir a segítségükre siet, és harcba bocsátkozik az orkokkal. Az orkok vezetője, Lurtz lenyilazza Boromirt, a két hobbitot pedig foglyul ejtik. Aragorn ekkor megérkezik, és megöli Lurtzot.
Frodó megpróbál elmenni egy csónakkal, és nem szándékozik senkit sem magával vinni. Ekkor megjelenik Samu, és Frodóval megy Mordor felé.
Boromir meghal súlyos sebei miatt, Aragorn pedig úgy dönt, hogy nem Frodót és Samut követi Legolassal és Gimlivel, hanem Trufát és Pippint.

### A Gyűrűk Ura: A két torony

#### Frodó és Samu új útitársa
A Frodót és Samut követő Gollam éjszaka rátámad a hobbitokra. Frodó sarokba szorítja Gollamot a Fullánkkal, és rákényszeríti, hogy vezesse el őket Mordorba.

#### Rohan válsága
Szarumán a szolgálatába állított dúnföldi emberekkel felgyújtatja a rohani Nyugathalmot. A fehér mágus szolgálatában álló uruk-hai orkok csatát vívnak a király fia, Théodred által vezetett rohani sereggel. Az orkok győzelmet aratnak, lemészárolják a rohaniakat, és Théodred is súlyos sebet szerez. A király unokaöccse, Éomer megtalálja a haldokló Théodredet, és a fővárosba, Edorasba viszi. Ott megkísérli eltávolítani a király elméjét megmérgező Kígyónyelvű Grímát, Szarumán szolgáját, de végül Gríma száműzi őt.
A Trufát és Pippint hurcoló orkok a Fangorn nevű erdő mellett táboroznak le, és ott az Éomer vezette rohani lovasok megtámadják őket. Trufa és Pippin bemennek az erdőbe, és találkoznak Szilszakállal, az enttel, aki Gandalf kérésére magával viszi őket.

#### Gandalf visszatérése
Aragorn, Legolas és Gimli a Trufát és Pippint magukkal hurcoló vasudvardi orkokat üldözik, és találkoznak Éomerrel, aki elmondja nekik, hogy az orkokat lemészárolták, és hogy nem látták a hobbitokat. Aragorn és két társa az orkok füstölgő hamvaiból arra következtetnek, hogy a hobbitok a Fangornba mentek. Követik őket, és ott találkoznak a halálból visszatért és Fehér Mágussá vált Gandalffal, aki Edorasba lovagol velük.
Edorasban Gandalf felszabadítja Théoden király lelkét Szarumán varázslata alól, az uralkodó pedig száműzi Szarumán szolgáját, Kígyónyelvű Grímát. Ezután eltemetik Théodredet, Théoden fiát. A király úgy dönt, hogy a néppel a Helm-szurdokba menekül. Mikor Szarumán erről tudomást szerez, farkaslovasokat küld a menekülő rohaniakra. A farkaslovasokkal vívott harcban Aragorn egy sziklacsúcsról a folyóba esik.

#### Frodó és Samu fogságban
Gollam vezetésével Frodó és Samu a bűzölgő Holtlápon keresztül elérnek a Morannonhoz, Mordor Fekete Kapujához. Mivel ott lehetetlen bemenni, Frodó megparancsolja Gollamnak, hogy vezesse őket a Cirith Ungolhoz, a Minas Morgul tornya mellett fekvő Pókhágóhoz, a Mordorba vezető kevésbé őrzött bejárathoz. Útjuk Ithilia erdein keresztül vezet, ahol tanúi lesznek, amikor Gondor katonái lemészárolnak egy csapat haradi katonát, majd a gondoriak elfogják a hobbitokat, Gollam pedig elmenekül. Kiderül, hogy a gondoriak kapitánya Denethor helytartó fia és Boromir öccse. Mikor Faramir tudomást szerez a Gyűrűről és elfogja Gollamot, úgy dönt, hogy a foglyokat elviszi Minas Tirithbe, Gondor fővárosába.

#### A Helm-szurdoki csata
Théoden elér a Helm-szurdokba, Szarumán pedig tízezer orkból álló sereget szabadít rá Rohanra. A visszatérő Aragorn meglátja a sereget, és hírt ad róla Théoden királynak. Galadriel tanácsára Elrond kétszáz tündét küld a rohaniak megsegítésére. A csatában az orkok vezére felrobbantja a szurdokfalat.
Az orkok bevonulnak a Helm-szurdokba, és közelharcot vívnak a rohaniakkal. Ebben a harcban megölik Haldírt, a tündék seregének vezérét. A vár legfelső részében menedéket kereső Théoden király Aragorn unszolására katonáival lovon kirohan onnan, és megöli az orkok egy részét. Ekkor megérkezik Gandalf Éomer általa visszahívott katonáival. Az újonnan harcba vetettek megtámadják az orksereget, és maradékát Fangorn erdejébe kergetik, ahol Gandalf parancsára az entek lemészárolják őket.

#### Vasudvard elfoglalása
Pippin megpróbálja rávenni Szilszakállt, hogy az entek támadják meg Vasudvardot. Mikor ez nem sikerül, a hobbit Szarumán erődje felé vezeti az öreg entet. Mikor az Vasudvard közelében meglátja, hogy az ottani erdőrészt Szarumán parancsára kivágták az orkok, úgy dönt, hogy az entekkel mégis megtámadja az erődöt. Az entek földig rombolják Vasudvardot, lemészárolják az ott maradt orkokat, és a Vasfolyó vizével el is árasztják a kőgyűrűt.

#### Frodó és Samu szabadon engedése
Faramir Osgiliathba, Gondor régi, immár romosan álló fővárosába viszi foglyait. Ott a gondoriakat megtámadja egy nazgûl, Frodót pedig maga alá gyűri a Gyűrű ereje. Ekkor Faramir megérti, hogy a Gyűrű használata a világ bukását okozná, és elengedi a hobbitokat Gollammal.

### A Gyűrűk Ura: A király visszatér

#### Vasudvard
Gandalf Théodennel, Éomerrel, Aragornnal, Legolassal és Gimlivel Vasudvardba lovagol, ahol találkoznak Trufával és Pippinnel. Ezután Gandalf vitázik az Orthanc tornyának tetején álló Szarumánnal, akit megöl az ott megjelenő Kígyónyelvű Gríma. Miközben Szarumán teste lefelé esik a toronyból, Legolas lenyilazza Grímát. Pippin megtalálja a Szarumán ruhájából kiesett palantírt, a látókövet, amelynek segítségével Szarumán kommunikált Szauronnal. A csapat visszatér Edorasba, ahol éjszaka Pippin belenéz a palantírba, és látja Szauront.

#### Minas Tirith
Gandalf a Mordor seregeinek ostromára készülő ország, Gondor fővárosába, Minas Tirithbe viszi Pippint. Gandalf és a hobbit beszélnek Gondor uralkodó helytartójával, Denethorral, Boromir apjával, és Pippin felajánlja szolgálatait a helytartónak, akivel Gandalf vitába keveredik.

#### A Banyapók odúja
Frodó, Samu és Gollam Mordorba vezető útjukon meglátják Minas Morgult, az elátkozott várost. Frodót a Gyűrű ereje húzza befelé városba, de Samu és Gollam elráncigálják, és elbújtatják. Ezután megjelenik a szárnyas szörnyön lovagoló Angmari Boszorkánykirály, és elküldi a városban állomásozó ork-sereget Osgiliath elfoglalására. Frodó és Samu továbbmennek Cirith Ungol, a pókhágó, a Mordorba vezető kevésbé őrzött út felé, ahol Gollam csapdát állított Frodónak. Még mielőtt odaérnének, Gollam eléri, hogy Frodó küldje el maga mellől Samut. A Gyűrűhordozó Gollam tanácsára egy alagúton megy keresztül, ahol megtámadja egy óriáspók, aki mérget juttat a testébe (amitől Frodó elájul), és körbetekeri hálóval. Samu megjelenik, és elüldözi a Frodót éppen megenni készülő óriáspókot. Samu orkhangokat hall, és elrejtőzik.

#### A Holtak Ösvénye
Théoden király a hegyi Dúnhargban gyűjti össze seregeit annak hatására, hogy Gandalf meggyújtatja Gondor jelzőtüzeit. A hegyek között megjelenik Elrond az Arwen kérésére újrakovácsolt, immár az Andúril nevet viselő Narsilt, Elendil kardját. Elrond azt tanácsolja Aragornnak, hogy menjen át a Holtak Ösvényén, és szólítsa harcba a Gondor déli részét fenyegető umbari kalózflotta ellen az ott élő elátkozott emberek élnek, akik egy régen megszegett eskü és az ahhoz kapcsolódó átok miatt addig nem nyugodhatnak, ameddig nem harcolnak Isildur Örökösének oldalán Szauron ellen. Aragorn megfogadja a tanácsot, és Legolassal és Gimlivel útnak indul az ösvényen, ahol megkísérli a holtak harcba szólítását, ami elsőre nem sikerül neki. Mikor már kijut az ösvényből, és elveszti reményét, megjelenik a Holtak Királya, és kijelenti, hogy népe harcol Szauron ellen.

#### Cirith Ungol tornya
Samu elmenekül az orkok elől, akik elviszik Frodót a Pókhágó felett álló, szintén Cirith Ungolnak nevezett toronyba. Ott az orkok vitatkozni kezdenek Frodó páncélingén és ruháján, amit maguknak akarnak megszerezni, szemben Szauron parancsával, aki magának követelte a Gyűrűhordozó minden holmiját, mivel arra számított, hogy a Gyűrű is benne lesz. Az orkok harcolni kezdenek egymással, és a nagy részük sebet szerez. Samu bemegy a toronyba, és a tetejére vezető lépcső alján megöl három orkot, akik ott őrködnek. Frodót közben megpróbálja megölni egy ork, de azt megöli Samu. Kiderül, hogy a Gyűrűt nem szerezték meg az orkok, hanem Samu magával vitte. Ő ekkor visszaadja Frodónak a hordozója által elveszettnek hitt Gyűrűt, majd ork-ruhákat vesznek fel, és elindulnak a Végzet Hegye felé.

#### Bezárul az ostromgyűrű
Mordor seregei átkelnek az Anduinon, és lerohanják a Faramir által védett Osgiliathot, Gondor fővárosát. Közelharcot vívnak a létszámhátrányban lévő gondoriakkal, majd azokat a nazgûlok kikergetik a városból a Pelennor mezejére. Ekkor Gandalf kilovagol Minas Tirithből, és elűzi a Gyűrűlidérceket. A városban a Fehér Mágus tudomást szerez arról, hogy Frodó és Samu a Morgul-völgybe és onnan Cirith Ungolba tartanak. Denethor helytartó visszaküldi a fiát, hogy foglalja vissza Osgiliathot. Gandalf ezt ellenzi, de Faramir elindul végrehajtani a parancsot. A támadás kudarcot vall, Faramir súlyos sebeket szerez, és az embereit lemészárolják. A helytartó fiát hazavonszolja a lova, és Denethor azt hiszi, hogy Faramir, aki csupán sebesült, meghal. Eközben bezárul az ostromgyűrű a Fehér Város körül. Időközben Dúnhargból elindulnak a rohani lovasok Théoden vezetésével, és velük lovagol Éowyn is, Trufával.

#### Minas Tirith ostroma
Az Angmari Boszorkánykirály felvonultatja Minas Tirith falai előtt a hatalmas, mordori orkokból és trollokból álló és a nazgûlokkal támogatott seregét. Denethor, aki azt hiszi, hogy meghalt a fia, megőrül és megparancsolja a katonáknak, hogy ne álljanak ellen. Gandalf ekkor megérkezik, botjával leüti a helytartót és csatarendbe állítja Gondor katonáit. Gothmog, Morgul Hadnagya, az orkok parancsnoka és a sereg alvezére kőhajítógépekkel támadja a várost, amire Gandalf nagyobb sziklatömbök az orkokra hajításával válaszol. Az egyik kő majdnem megöli Gothmogot, aki ezek után mérgében a gondoriakra hívja a nazgûlokat, akik rettegést sugároznak, és szárnyas lovaik karmaival öldösik az embereket. Gothmog ezután megpróbálja betöretni Minas Tirith kapuját, de a kisebb faltörő kosok kudarcot vallanak. Ekkor az ork-vezér a kapuhoz hívja az ostromlók legnagyobb faltörő kosát: Grondot, az Alvilág Pörölyét. Grond betöri a kaput, és a mordoriak benyomulnak a városba. Hajnalra már közel állnak a győzelemhez, amikor megérkeznek Rohan lovasai.

#### Denethor máglyája
Az őrült helytartó, abban a hitben, hogy fia meghalt, beviteti Faramirt a Halottak Házába. Ott máglyát rakat magának és a fiának. Ekkor megérkezik Gandalf Pippinnel, és a mágus véget akar vetni Denethor őrületének, de az meggyújtja a máglyát. Ekkor Gandalf odalovagol, és Pippin kihúzza Faramirt a máglyából. Ekkor a helytartó fia magához tér, de Denethor elég.

#### Csata Pelennor mezején
A rohani lovasok elsöprik az orkokat, de ekkor az Angmari Boszorkánykirály új erőket vet be a küzdelembe: az olifántokkal is rendelkező haradi haderőt. A rohaniak nekirohannak az olifántoknak, de itt véres harc alakul ki, mert az olifántokat csak nagyon nehezen lehet megölni. Az Angmari Boszorkánykirály is megérkezik, és megsebesíti Théodent. Mielőtt a lidérc meg tudná ölni a királyt, megérkezik Éowyn Trufával. A lány szembeszáll a Boszorkánykirállyal, és az leüti őt, de mielőtt megölhetné, Trufa elvágja az inait, Éowyn pedig leszúrja.
Megérkeznek az umbari kalózok hajói, rajtuk Aragornnal, Legolassal, Gimlivel, valamint a Holtakkal. Az újonnan érkezett haderő elsöpri az orkokat és felszabadítja a várost is.

#### A morannoni csata és a Gyűrű megsemmisítése
Aragorn teljesítettnek nyilvánítja a Holtak esküjét, így azok szabadon távozhatnak. Ezután Aragorn, Gandalf, Éomer, Legolas és Gimli haditanácsot tartanak, amin elhatározzák, hogy támadást indítanak Szauron ellen, annak érdekében, hogy ő kiürítse országát, és a Gyűrűhordozó számára veszélytelenebb legyen a Végzet Hegyéhez való eljutás.
Frodó és Samu közben eljutnak a Végzet Hegyéhez, ahol meglátják a hegy gyomrának kapuját. Ekkor megérkezik Gollam, és megpróbálja megszerezni a Gyűrűt, de nem jár sikerrel. Frodó bejut a hegy gyomrába.
Aragorn, Gandalf és a hadseregük elindul Minas Tirithből, és hamarosan eléri a Morannont, Mordor fekete kapuját. A kapu előtt megjelenik Szauron Szája, és azt állítja, hogy Frodó a Fekete Torony fogja. Aragorn ezt nem hiszi el neki, és megöli a követet. Ezután a Kapu kitárul, és kijön rajta Szauron teljes serege. Aragorn vezetésével a gondoriak és rohaniak nekirohannak az orkoknak. Megjelennek a nazgûlok is, de Gandalf parancsára megjönnek a sasok is, és harcba szállnak a gyűrűlidércekkel.
Frodó a hegy gyomrában nem képes belevetni a Tűzbe a Gyűrűt, de megjelenik Gollam, és leharapja a hobbit ujjáról az ékszert. Frodó belelöki Gollamot a mélybe, de ő is majdnem leesik. Ekkor megérkezik Samu, felhúzza Frodót, és kimenekülnek a hegy gyomrából, ahol a vulkán kezd kitörni.
A Gyűrű megsemmisülésének hatására Barad-dûr összeomlik, a mordori sereget pedig elnyeli a föld. Egyidejűleg kitör az Orodruin is, ami Frodó és Samu épségét veszélyezteti. Gandalf felül Szélura Gwaihir hátára, ls kihozza a két hobbitot a tűzfolyóból.

#### A király visszatérte és a Gyűrűhordozók távozása
Szauron bukása után Aragornt Gondor királyává koronázzák. A koronázásra eljön Elrond is a lányával, Arwennel. Aragorn feleségül veszi Arwent, a hobbitok pedig visszatérnek a Megyébe. Ott Samu feleségül veszi a szerelmét, és születik egy kislánya.
Nemsokára megérkezik Gandalf, és elviszi Frodót a Szürkerévbe, ahonnan Gandalf, Bilbó, Frodó, Elrond, Galadriel és Celeborn elhajóznak Valinorba, Halhatatlanföldére.
|  | Itt a vége a cselekmény részletezésének! |

## Összevetése a forrással

### Kimaradt szereplők
A cselekmény gördülékenyebbé tevése érdekében számos, a könyvben szereplő karakter kimaradt a filmből:
- Tarisznyádi-Zsákosék, Bilbó rokonai[7]
- Bögyös Fredegár, Frodó barátja
- Bombadil Toma
- Aranymag, Bombadil Toma felesége
- Páfrány Pockó
- Glorfindel, völgyzugolyi tünde-úr[8]
- Erestor, völgyzugolyi tünde-úr
- Galdor, lindoni tünde
- Elladan és Elrohir, Elrond fiai
- Hamariberkenye, egy ent
- Erkenbrand, rohani lovasúr (karakterét beolvasztották Éomerébe)
- Beregond, gondori katona
- Beregil, Beregond fia
- Sauron Szája (a filmek bővített változatában megjelenik)

### Eltérések a film és a könyv között
A film forgatókönyvén a gyorsabb cselekményvezetés érdekében számos bővítést, kurtítást és változtatást eszközöltek, az eltérések alább láthatóak.

#### A Gyűrűk Ura: A Gyűrű Szövetsége
- Az Utolsó Szövetség története, amelyet a film prológusa mutat be, nem szerepel ilyen formában a könyvben, hanem a különböző narrációkból,[9][10] illetve az Elrond Nagytanácsát elmesélő fejezetből[11] ismerhetjük meg.
- Lényegesen lerövidül Bilbó születésnapja és Frodó útnak indulása közötti idő (a könyvben 17 évről van szó, a filmben nem érzékelhető az eltelt idő mennyisége).
- Gandalf foglyul ejtése kibővül a két mágus mágikus összecsapásával.
- Több jelenetet alkottak Szarumán számára, aki egy kivétellel csak a flashbackekben tűnik fel, egészen A két torony közepéig.
- Viszont a hobbitok Megyéből való elvándorlása gyökeresen átalakul, a filmben sokkal közelebbivé válnak a Fekete Lovasok (a könyvben sokáig csak sejtelmes fenyegetést jelentenek), ellenben kimarad (vagy megváltozik) rengeteg regénybeli elem, mint pl. a vendégség Zsizsik gazdáéknál, a töbörlyuki este és Bögyös Fredegár, Toma, Fűzfa-apó és az Öregerdő, a Sírbuckák és a buckaszellemek, a Gildorral és tündéivel való találkozás, Papsajt Ászok és Gandalf barátsága, a fogadós segítőkészsége a hobbitok irányában. Jelentősen megváltozik a széltetői összecsapás is.
- Aragornnak a filmben le kell győznie kétségeit magával szemben a gondori trón elfoglalásával és a Gyűrűvel kapcsolatban, ez az önbizalomhiány nincs jelen a könyvben. Emellett a könyvben Aragorn már A Gyűrű Szövetségében újjákovácsoltatja a Narsilt, a filmben erre viszont csak A király visszatérben kerül sor.
- Frodót a könyvben Glorfindel, a völgyzugolyi tünde-úr menti meg, míg a filmben Arwen. A Bruinen folyó áradása, amely elsodorja a gyűrűlidérceket, a könyvben Elrond csapdája, míg a filmben Arwené.
- Az „Elrondról és a nagytanácsról” szóló cselekményrészek gyökeres rövidítésen és kivonatoláson mennek keresztül, számos, Középfölde történelme szempontjából fontos könyvbeli szereplő kimarad, vagy szöveges szerep nélküli mellékalakká válik. A film a völgyzugolyi jelenetekben kezdi az Aragorn és Arwen közötti szerelem részletesebb bemutatását, a könyvben csak a lórieni fejezetekben vannak erre először jelzésszerű utalások.
- A Krónikák Termében vívott csatajelenet kibővül egy ádáz barlangi troll küzdelmes leterítésével, ami a könyvben nem szerepel. A filmben a troll leszúrja Frodót, de Legolas végül megöli, a könyvben egy ork-főnök teszi ezt, akivel Aragorn végez.
- Az Amon Hennél vívott csatát nem követi végig a könyv, hanem a különböző narrációkból ismerhetjük meg; és abban Aragorn azután érkezik meg a haldokló Boromirhoz, hogy az orkok már távoztak, és nem csap össze velük. A film ellenben részletezi az orkok támadását, vezérüket, Lurtzot, aki megöli Boromirt nyilakkal, a filmkészítők találták ki (a könyvben Uglúk és/vagy fajtatársai végeznek a gondorival). A filmben új elem, hogy Aragorn kardpárbajban legyőzi Lurtzot, a könyvben Éomer, a rohani parancsnok öli meg az uruk-hai vezért, Uglúkot párbajban a Fangorn-erdő szélén. A könyvben a csatában részt vesznek, legalábbis jelen vannak a Mordorból és Móriából érkezett orkok is (bár Uglúk szerint elszaladtak onnan, amikor szembesültek Boromir erejével), míg a filmben csak Szarumán uruk-hai orkjai láthatóak, A két torony bővített változatában a mordori orkok Rohanban csatlakoznak a vasudvardiakhoz.
- A befejezés hatalmas változásokon ment keresztül. A könyv teljes káosszal ér véget: Frodó és Samu nem tudnak az ork-támadásról; Aragorn, Legolas és Gimli csak azt tudják, hogy elvittek néhány hobbitot, de azt nem, hogy melyikeket; Trufa és Pippin pedig nem tudják meg, hogy a Szövetség felbomlott. A forgatókönyvírók eltérő befejezést készítettek a filmhez: Boromir halála átkerült a másodikból az első filmbe; Frodó tudomást szerez az orkok ottlétéről és elköszön Aragorntól; Trufa és Pippin, mikor rájönnek, hogy Frodó elmegy, magukra vonják a támadók figyelmét; Aragorn, Legolas és Gimli pedig ráébrednek, hogy nem tehetnek többet Frodóért és Samuért, és a két vasudvardi orkok által elrabolt hobbitok után erednek. Ezek a változtatások lehetővé tették, hogy a második film azonnal könnyebben filmre vihető cselekményelemekkel kezdődhessen, ne pedig ismét a Szövetség felbomlásának eseményeit magyarázza tovább.

#### A Gyűrűk Ura: A két torony
- Boromir halála az első filmben történik meg.
- A könyv két részre oszlik: az egyik a rohani eseményeket és a Szarumán elleni háborút, míg a másik Frodó mordori útját meséli el. A film ezzel szemben időrendben halad, a helyszínek a cselekmények sorrendje szerint változnak.
- A cím jelentése eltérést mutat a Tolkien által elképzelttől. Míg Tolkien a Gyűrűk Ura köteteiben szereplő „absztraktokban” (rövid cselekményösszefoglalók az előző kötetekről) Minas Morgult és Orthancot azonosítja mint a két tornyot, addig a filmben Orthanc mellett Barad-dûr jelképezi Mordort.
- Fontos különbség, hogy a könyvben csupán Kígyónyelvű Gríma befolyásolja Théoden királyt, míg a filmben Szarumán varázslata (mintegy távirányítása) alatt tartja az öreg uralkodót, és ezt csak Gandalf "ördögűzésével" lehet megszüntetni.
- A könyvben Kígyónyelvű nem száműzi Éomert, hanem börtönbe veti, és Gandalf megérkezése után a lovasurat szabadon engedik, és ő várvédőként harcol a Helm-szurdoki csatában. Ezzel szemben a filmben karakterébe olvasztják a könyvbeli Erkenbrand nevű lovasurat, és csak a csata végén érkezik meg Gandalffal.
- Számos ent és fangorni jelenet kimaradt a filmből, maga Szilszakáll pedig a felismerhetetlenségig megváltozik jellemben és kinézetben (Bombadil Toma alakjának komikusabb elemei beleolvadnak).
- A film a Helm-szurdoki csata befejezése után véget ér, ellentétben azzal, hogy a könyvben a befejezést az jelenti, hogy Pippin belenéz a palantírba, Gandalf pedig elvágtat a hobbittal Gondorba.
- Pippin kalandja a palantírral és a Banyapók odúja átkerül a harmadik filmbe.

#### A Gyűrűk Ura: A király visszatér
- A filmben szerepel két olyan elem is, amik a második könyvben szerepelnek; Pippin belenéz a palantírba, és a Banyapók odúja.
- Pippin a könyvben a vadonban néz bele a látókőbe, míg a filmben Edoras városában.
- A filmben nem tudható, hogy Samunál van az Egy Gyűrű, egészen addig, ameddig vissza nem adja Frodónak.
- A Frodó és Samu közötti feszültségek nem kapnak szerepet a könyvben. A filmben Frodó egyedül megy be a Banyapók odújába, míg a könyvben Samuval.
- A filmben nem jelennek meg Gondor tisztjei és kapitányai, többek között Imrahil, Dol Amroth fejedelme és a lovagjai.
- A könyvben Faramir nem megy öngyilkos küldetésre Osgiliathot visszafoglalni, hanem egy küldetéséből való visszaútján kap halálos sebet. Faramir alakja gyökeres változtatásokon megy keresztül.
- Mivel a filmben nem szerepelnek Gondor legfőbb tábornokai, Forlong és Imrahil, Denethor cselekvésképtelenné válása után Gandalf vezényli Minas Tirith védelmét.
- Gollam a könyvben saját ostobasága miatt (örömében vigyázatlan lesz, elveszti a fejét) esik a Végzet Hegyének tüzébe, míg a filmben Frodó, szándéktalanul bár, de belelöki a vele vívott küzdelem hevében.
- Kizárólag a bővített változatban kap helyet Szauron szája. Aragorn a könyvváltozattal szemben és jellemétől idegen módon a filmben megöli a követet.
- A filmből hiányzik a befejezés lerövidítésének érdekében Faramir és Éowyn házasságkötése, Théoden király temetése, valamint egy teljes fejezet, a Megye megtisztítása. Továbbá, a könyvben Szarumán a Megyében hal meg, a hobbitok nyilazzák le, míg a film bővített változatában Vasudvardban Gríma, a kígyónyelvű szúrja hátba.
- A filmben Celeborn hajózik el Valinorba Gandalffal, Frodóval, Bilbóval, Elronddal és Galadriellel, míg a könyvben Círdan, Szürkerév ura.

## Zenéje
A Gyűrűk Ura-filmek zenéjét Howard Shore kanadai zeneszerző szerezte, hangszerelte és, a hangfelvételkor, vezényelte. 2000-ben szerződtették, majd meglátogatta a díszletet, és megnézte az első és harmadik film korai verzióit. Ezek után látott munkához. A trilógia filmzenéjét a vezértéma (Leitmotiv) wagneri koncepciója dominálja: Shore külön vezértémákat komponált az egyes szereplők, kultúrák és helyszínek zenei megjelenítésének érdekében. A vezértémák a filmek során a cselekmény által diktált módon jelennek meg, általában az általuk megjelenített elemekkel egyidőben. Wagner művei a filmzene stílusát is befolyásolták.
Hogy 2001 május 17-én Jackson a cannes-i filmfesztiválon bemutathasson egy 23 perces befejezett részt a filmből, az év tavaszán Wellingtonban azon rész (a Móriában játszódó jelenetsor) zenéje Wellingtonban felvevésre került. A filmzenék többi részét az Egyesült Királyságban, a Watford Colosseumban vették fel, és az Abbey Road Studios-ban keverték le.
A zenét nagyrészt a Londoni Filharmonikus Zenekar játszotta el. A hangszerelés igen bonyolult volt, a rendező elvárásai, a terjedelem és a változatos technikák (például szimfonikus és elektronikus hangszerek egyszerre történő alkalmazása) miatt. Bár a zenei anyag java része hangszeres (neoklasszikus) tételekből áll, egyes jeleneteknél Shore aláfestésként vokálokat és kórust is használt. Számos énekes közreműködött, többek között Ben Del Maestro, Renée Fleming, Isabel Bayrakdarian és Emilíana Torrini, továbbá a trilógia néhány színésze is: Billy Boyd, Viggo Mortensen, Liv Tyler és Miranda Otto. Az elénekelt szöveget Fran Walsh és Philippa Boyens forgatókönyvírók írták, majd David Salo nyelvész lefordította őket a tolkieni mesterséges nyelvekre. Egyes nyelveket, amelyeket Tolkien nem dolgozott ki életében (többek között az adánit, a khuzdûlt és a Fekete Beszédet), Salo a meglévő szavakból kiindulva továbbfejlesztett. A jelenetek tematikája alapján került kiválasztásra, hogy az aláfestést melyik tolkieni nyelven énekeljék.
Mindhárom film végefőcímének kezdetekor egy-egy vokálra épülő betétdal játszódik. Ezeket egy-egy híres énekesnő énekelte.
- A Gyűrűk Ura: A Gyűrű Szövetsége – May It Be ("Legyen így") – Enya
- A Gyűrűk Ura: A két torony: Gollum's song ("Gollam dala") – Emíliana Torrini
- A Gyűrűk Ura: A király visszatér: Into the West ("Nyugatra") – Annie Lennox

Az Into the West szövegét Jackson és Walsh egy barátja, Cameron Duncan új-zélandi filmrendező és forgatókönyvíró 17 éves korában bekövetkezett, rák által okozott halála inspirálta. A dalt először Duncan temetésén mutatták be, A Gyűrűk Ura: A király visszatér bővített verziójának videodokumentációjában pedig megjelent története és két rövid filmje.
A filmzene óriási sikert aratott, a brit Classic FM rádió hallgatói minden idők legjobb filmzenéjének szavazták meg, ezzel jobbnak ítélve többek között John Williams a Csillagok háborúja IV: Egy új reményhez és a Schindler listájához, Hans Zimmer a Gladiátorhoz és James Horner a Titanichoz írt zenéjénél. Kiadták úgynevezett Complete recordings kiadásban is, amely a filmek bővített változatainak zenéjét tartalmazza. A trilógia befejezése után Shore átdolgozta a filmzenét A Gyűrűk Ura Szimfóniába, egy hat tételes zeneműbe zenekarra és kórusra. Ezt számos helyen előadták, aláfestésként egy műsorral Alan Lee és John Howe a filmekhez rajzolt műveiből. A filmzenét egy koncertsorozat keretében a kizárólag dialógusokkal és hangeffektusokkal kivetített filmekkel együtt is eljátszották, többek között az Amerikai Egyesült Államokban, Svájcban és Ausztriában, Ludwig Wiki és Erik Eino Ochsner által vezényelve.

## A megfilmesítés előzményei

### Kísérletek az 1980-as évek végéig
Már a Beatles is tervezte a regény megfilmesítését, a filmben Zsákos Frodót Paul McCartney, Csavardi Samut Ringo Starr, Gandalfot George Harrison, Gollamot pedig John Lennon játszotta volna, de az ötlet nem jutott el a megvalósításig. Az 1960-as és ’70-es években Stanley Kubrick és John Boorman is megfontolták a megfilmesítést, de a filmes technológia akkori szintjén a megvalósítás nyilvánvaló nehézségeit figyelembe véve, végül elvetették. 1977-ben a Rankin-Bass filmstúdió elkészített az első Tolkien-regényből készült filmet, A hobbit című rajzfilmet.
1978-ban Saul Zaentz elkészítette Ralph Bakshi rendezésében A Gyűrű Szövetsége, valamint A két torony rajzfilmként készült adaptációját, amit a United Artists adott ki. A film a Helm-szurdoki csata előtt ér véget. Bakshi nem tudta elkészíteni a folytatást, mert a United Artists nem egyezett bele. A Rankin-Bass 1980-ban elkészítette A király visszatér című rajzfilmet A hobbit folytatásaként.

### Peter Jackson tervei
Peter Jackson először 17 évesen látta A király visszatér című rajzfilmet. Ennek hatására 1995-ben elkezdett komolyan gondolkodni A Gyűrűk Ura megfilmesítésén. Az 1993-as Jurassic Park utáni fejlődéssel a CGI (Computer-Generated Imagery, számítógépen létrehozott kép) technikájának területén a Tolkien művének adaptálását fontolgató Jackson olyan fantasy-filmet tervezett, amely viszonylag igazinak és valószerűnek tűnne a nézők számára. 1995 októberében élettársával, Fran Walsh-sal és a Miramax Films vezetőjével, Harvey Weinsteinnel tárgyalni kezdett Zaentz-cel, A hobbit egyrészes és A Gyűrűk Ura kétrészes megfilmesítését vizionálva. Ezen tárgyalások leálltak, amikor a Universal Studios felajánlotta Jacksonnak, hogy filmesítse meg újra a King Kongot. Jackson ezért úgy döntött, hogy először elkészíti a King Kongot, és utána foglalkozik A Gyűrűk Ura megfilmesítésével. 1997-ben a Universal úgy döntött, hogy nem készíti el a King Kongot, így Jackson újra A Gyűrűk Urával kezdett foglalkozni. Először két filmet akart készíteni 75.000.000 dolláros költségvetéssel. 1997-ben Jackson feleségével, Fran Walsh-sal, valamint Philippa Boyenssel és Stephen Sinclairrel nekifogott a két film forgatókönyvének, amit körülbelül 14 hónap múlva fejeztek be. Probléma merült fel, amikor Marty Katz elment Új-Zélandra, és megállapította, hogy a két filmet körülbelül 150.000.000 dolláros költségvetéssel lehet elkészíteni. A Miramax ezért egy filmben javasolta elkészíteni a teljes történetet, de Jackson ezt nem fogadta el, így a Miramax elállt a tervtől. A New Line Cinema ugyanakkor azt javasolta, hogy Jackson készítsen egy filmtrilógiát. Ennek alapján át kellett írni a forgatókönyvet, ami később, a forgatás során is tovább változott.

## Forgatókönyvírás és előkészítés
Az adaptáció kibővítése három filmre nagyobb kreatív szabadságot adott a Jacksonnak és csapatának, viszont az új szerkezethez igazodva újra kellett strukturálniuk a forgatókönyvet. A három film nem a könyv három kötetének adaptációi, sokkal inkább az egész trilógia a teljes könyv feldolgozása. A fókusz elsősorban Frodó küldetésén van, az elsődleges mellékcselekményszálat pedig Aragorn kalandjai képezik. A könyv számos olyan eleme, amely nem járul ezekhez közvetlenül hozzá, például Bombadil Toma, nem került megfilmesítésre. A forgatókönyvírók nagy erőt fordítottak arra, hogy a filmek ritmusát magyarázatok csak a lehető legkisebb mértékben lassítsák. Tolkien által nem egyértelműsített részletek, elsősorban a csaták és a fantasztikus lények, további kidolgozásra kerültek. A forgatás során a forgatókönyv tovább fejlődött, részben azért, mert a színészek nagyobb mértékben fel akarták fedezni az általuk játszott szereplőket. Arwent az eredeti tervek szerint drasztikusan megváltoztatták volna, őt harcos hercegnővé téve, aki a Helm-szurdok csatájában vezeti a tündék seregét (sőt, Éowynnal való összeolvasztása is felmerült), de a második film részleteinek kiszivárgását követő felháborodás a könyv rajongóinak részéről arra késztette a forgatókönyvírókat, hogy ezt ne tegyék meg.

## A látványvilág megalkotása
Jackson és Christian Rivers 1997-ben láttak hozzá a filmtrilógia képes forgatókönyvének megalkotásához. Ezzel egyidőben a látványvilág megteremtése is megkezdődött: a rendező szerződtette Richard Taylort és cégét, a Weta Workshopot a filmhez szükséges páncél, fegyverek, testkiegészítések, nem emberi lények és makettek megtervezésére és egyes területek esetében elkészítésére. Az év novemberében Alan Lee és John Howe neves Tolkien-illusztrátorok csatlakoztak a projekthez látványtervezőkként. A filmek látványvilága nagyrészt az ő illusztrációikon alapul. A projekt során korábbi műveik továbbfejlesztésére is nyílt lehetőségük, így Howe továbbrajzolta többek között a Barad-dûrt, Zsáklak enteriőrjét és a Morannont ábrázoló műveit, míg Lee kiegészítette egy korábbi festményét Orthancról. Grant Major modelltervező pedig a két művész design-ját építészeti tervekbe ültette át, eldöntve, mely díszletek legyenek megépítve, melyeknek filmezésénél használjanak miniatúrákat, és melyeket teremtsenek meg CGI-t használva. Dan Hennah művészeti vezetőként dolgozott a trilógián, a díszletek építését megszervezve és forgatási helyszíneket keresve.
Jackson realisztikusan akarta bemutatni Tolkien világát, hogy az a nézők számára hihető legyen. Hobbitfalvát már hónapokkal a forgatás előtt megépítették, hogy a célzottan elültetett növényeknek legyen idejük megnőni. A különböző fantasztikus lényeket a biológia törvényeit követve tervezték meg, kigondolva csont- és izomzatukat, hogy hihetően tudják mozgásukat animálni. A Weta Workshop 48 000 páncéltartozékot, 500 íjat és 10 000 nyílvesszőt készített a filmekhez, továbbá számos gumi testkiegészítőt (csak a színészeknek például 1800 párnyi hobbit-lábfejet, továbbá számos fület, orrot és fejet a tündéket, törpöket, orkokat, goblinokat és hobbitokat játszó színészeknek és statisztáknak). A projekt során kb. 19 000 jelmez készült. Minden egyes kelléket egyedileg teremtett meg a Művészeti Részleg, ráadásul több példányban, különböző méretekben (erre azért volt szükség a filmezésnél, hogy a kész filmben a hobbitok, törpök és goblinok kisebbnek tűnjenek az embereknél, tündéknél és orkoknál).

## Produkció
Az elsődleges forgatást mindhárom film számára párhuzamosan végezték el 1999 október 11. és 2000 december 20. között (összesen 438 nap alatt). Úgynevezett pick-up forgatás, amely során kiegészítő anyagot vettek fel többek között a forgatókönyv változása miatt, évente hat hétig került elvégzésre 2001-től 2003-ig. A számos, nagy területen szétszórt, esetenként nehezen megközelíthető forgatási helyszín miatt több forgatási stáb dolgozott a projekten. Bár Jackson vezette az egész produkciót rendezőként, ezen stábok munkájának irányítását mások végezték, többek között John Mahaffie, Geoff Murphy, Fran Walsh, Barrie M. Osborne és Rick Porras, valamint további elérhető segédrendezők, producerek és forgatókönyvírók. A stábok munkáját Jackson élőben felügyelte, műholdas kapcsolat segítségével.

## Díszletek és külső helyszínek
A Gyűrűk Ura filmtrilógiát a wellingtoni Stone Street Studiosban és több, mint 150 külső helyszínen forgatták szerte Új-Zélandon. Egyes helyszínekre elszigetelt voltuk miatt a színészeket és a stábot helikopterek szállították, ők pedig túlélőcsomagokat is vittek magukkal azon esetre, ha a helikopterek nem érik el őket időben. Jackson és stábja nemzeti parkokban is forgattak, aminek következtében az egyikben, a Tongariro Nemzeti Parkban restaurációs munkálatokra volt szükség.
Külső helyszínek (nem teljes) listája:
| Pontos forgatási helyszín | Nagyobb terület Új-Zélandon | Fiktív helyszín a filmekben | Kép |
| ------------------------- | --------------------------- | --------------------------- | --- |
| Matamata                  | Waikato                     | Hobbitfalva                 |     |
| Mount Ngauruhoe           | Waikato                     | az Orodruin                 |     |
| Mount Victoria            | Wellington                  | a Megye erdői               |     |
| Kaitoke Regional Park     | Wellington                  | Völgyzugoly                 |     |
| Putangiura-csúcsok        | Waiparara                   | a Holtak Ösvénye            |     |
| Takaka-domb               | Tasman                      | a Cset-erdő                 |     |
| Mount Sunday              | Otago                       | Edoras                      |     |
| Twizel                    | Canterbury                  | Pelennor mezeje             |     |
| Skippers Canyon           | Otago                       | Bruinen gázlója             |     |
| Rangipo-sivatag           | Manawatu-Wanganui           | a Morannon                  |     |

## Vágás
Hogy a nyomás alá kerülést elkerülje, Jackson mindegyik filmhez külön vágó(ka)t szerződtetett: John Gilbert dolgozott az első filmen, Mike Horton és Jabez Olssen A két tornyon, Jamie Selkirk és Annie Collins pedig a befejező részen. 1999 és 2002 között vágtak jeleneteket a filmek durva, körülbelül 4,5 órás változataihoz. Összesen 1828 kilométernyi filmet vágtak le a bővített változatok összesített 11 óra 23 percére (683 perc). A vágási folyamat során Jackson egyes jeleneteknél úgy döntött, hogy elemek, amik a forgatókönyvben jól működtek, a képernyőn nem néztek ki jól, és ezért megváltoztatta őket, valamint új jeleneteket is hozzáadott.
Az első film vágása viszonylag könnyű volt (Jackson a bővített változatok koncepcióját csak később találta ki), az egyetlen nagy változtatás a vágási folyamat során az eredeti forgatókönyvhöz képest a prológus hozzáadása volt, amit a New Line Cinema kért. A készítők a trilógia készítésének elejétől fogva tudták, hogy A Gyűrűk Ura: A két torony lesz a legnehezebben megteremthető film, mivel "se eleje, se vége nem volt", továbbá számos cselekményszálat tartalmaz. A második kötetet a regény 4. és 5. "könyv"e teszi ki, amelyiknek egyike Saruman és Rohan háborúját, a másik pedig Frodó és Samu útját Mordorba meséli el, tehát az események földrajzi elrendezés alapján kerülnek bemutatásra. Jackson és csapata azonban már a projekt elején eldöntötte, hogy ez a képernyőn nem fog működni, ezért időrendileg mutatták be a cselekményt. Továbbá úgy döntöttek, hogy szereplőknek, akik személyesen alig vagy egyáltalán nem jelennek meg (legprominensebben Saruman), további jeleneteket adnak, ezért egyes helyeken négy cselekményszálat kellett követniük. Mindezen cselekményszálak jeleneteinek elrendezése úgy, hogy a film időrendi és esztétikai érdekeknek is megfeleljen, nagy kihívást jelentett. A film végéről néhány jelenetet (Saruman halálát, Gollam háttértörténetét és Andúril újrakovácsolását) Jackson áttolt a harmadik film elejére, majd az elsőt a moziváltozatból teljesen ki is vágta. A Gyűrűk Ura: A király visszatér vágási folyamata, mint a film összes utómunkálata, nagyon kaotikus volt, ezért maga Jackson is csak a wellingtoni ősbemutatón látta először a filmet.
Számos felvett jelenet kimaradt a filmekből, még a bővített változatokból is. A Gyűrűk Ura: A Gyűrű Szövetségében eredetileg szerepelt volna egy jelenet, amiben Lothlórient orkok támadják meg (ezt Lurtz és orkjai Anduin-menti útja váltotta fel), és egy másik a film vége felé, ahol Frodót és Samut Uruk-haik támadják meg az Anduin mellett. Elvetettek felvett, a könyvben szereplő elemeket is: a jelenetet, ahol Frodó az Amon Henről többet lát Középföldéből és Elrond Tanácsának egy hosszabb verzióját. A második filmből kivágott legfontosabb elem Arwen Helm-szurdoki, valamint Elronddal közös Lothlórieni megjelenése volt (lásd fent), a filmben maradt jelenetet Elrond és Galadriel beszélgetésével (a "prológust a film közepén", ahogy Jackson fogalmazott) a két tünde közötti telepatikus kapcsolattal magyarázták meg. Éowyn szerepet játszott volna a Helm-szurdok csatájában, míg Faramir Osgiliathban látomása lett volna arról, hogy Frodó Gollamhoz hasonlóvá lesz, továbbá szerepelt volna a filmben egy bővített harcjelenet Frodó és Samu között. A befejező részhez leforgattak kettő jelenetet, amely szerepel a könyvben: ahogy Samu Galadriel csillag-üvegcséjét használva átjut a Néma Őrök között, továbbá egy hosszabb epilógus részeként Legolas és Gimli sorsának megmutatása, Éowyn és Faramir esküvője, továbbá Aragorn halála és temetése. Hogy Kígyónyelvű Grímának legyen oka megölni Sarumant, Legolasnak pedig őt, Saruman felfedte volna, hogy Gríma megmérgezte Théodredet. Az elsődleges forgatási időszak során utoljára lefilmezett jelenet, amely során Aragornt páncélba öltöztetik a trilógia páncélmesterei, utolsóként került kivágásra. Jackson kijelentette, hogy szívesen belevenné ezen nem használt jelenetek egy részét egy DVD-n és Blu-ray-en kiadott Ultimate Edition-be ("végső változat").

## Hanganyag
Számos hangtechnikus dolgozott a projekten, mivel a forgatás során felvett háttérhang nem volt használható, a hanganyagot külön kellett generálni. Változatos hangokat alkalmaztak, többek között állathangokat (pl. szamárordítást a szárnyas démonok kiáltásához, oroszlánüvöltést az olifántok hangjához), emberek által kiadott hangokat (a nazgûlok sikolyát Fran Walsh, a wargok vonyítását pedig David Farmer hangtechnikus adta), továbbá változatos, eszközök által generált hangokat. Új-zélandi lakosok is közreműködtek, az Uruk-hai hadsereg kántálását Saruman beszéde előtt például 20 000 krikettrajongó adta, és egy wellingtoni stadionban vették fel. Hogy háttérzajok ne zavarjanak bele a hangba, az anyag egy részét egy temetőben, éjszaka vették fel. A hanganyag keverésére mindegyik bemutatási év augusztusától novemberéig került sor.

## Stáb
- Peter Jackson; rendező
- Fran Walsh, Philippa Boyens és Peter Jackson; Stephen Sinclair (2. film); forgatókönyvírók
- Peter Jackson, Barrie M. Osborne és Fran Walsh; Tim Sanders (1. film); producerek
- Michael Lynne, Mark Ordesky, Robert Shaye, Bob Weinstein és Harvey Weinstein; executive producerek
- Rick Porras, Jamie Selkirk; társproducerek
- Ellen Somers; segédproducer (1. film)
- Howard Shore; zeneszerző
- Andrew Lesnie; vezető operatőr
- John Gilbert (1. film); Mike Horton és Jabez Olssen (2. film); Jamie Selkirk és Annie Collins (3. film); vágók
- Dan Hennah; művészeti vezető
- Alan Lee és Jon Howe; látványtervezők
- Dan Hennah és Alan Lee; díszlettervezők
- Grant Major; modelltervező
- Ngila Dickson; jelmeztervező

## Bővített változatok

### A bővített és eredeti változatok összevetése

#### A Gyűrűk Ura: A Gyűrű Szövetsége

##### Az eredeti változat jelenetei
Prológus: Egy Gyűrű mind fölött... • A Megye • Régi jó barátok • Egy rég várt ünnepély • Ég veled, drága Bilbó! • Tartsd titokban, rejtsd el! • Isildur beszámolója • A múlt árnyéka • Fehér Szarumán • Toronyiránt a gombákhoz • A Bakvári Rév • A Pajkos Pónihoz címzett fogadóban • A Gyűrűlidércek • Az Uralkodó Gyűrű megsemmisítése • Tőr a sötétben • Vasudvard gödrei • Menekülés a Gázlóhoz • Völgyzugoly • Találkozások • A Gyűrű sorsa • A kettétört Kard • Esticsillag • Elrond Tanácsa • Bilbó ajándékai • A Gyűrű elmegy délre • A Vörösfoki hágó • Mória • Utazás a sötétben • Balin sírja • Khazad-dûm hídja • Lothlórien • Galadriel tükre • Küzdelem az orkokkal • Búcsú Lórientől • A Nagy Folyó • Parth Galen rétje • A Szövetség felbomlik • Boromir eltávozik • Az út folytatódik... • Végefőcím

##### A bővített változatban hozzáadott jelenetek
- Bilbó nyitónarrációja
- A Megye lakóinak bemutatása Frodó és Gandalf beszélgetése közben
- Bővített jelenet Bilbó születésnapjáról
- Jelenet a Zöld Sárkány nevű Hobbitfalvai fogadóban
- Frodó és társai a Megyében a Szürkerévbe tartó tündéket látnak meg
- Aragorn éneke (Beren és Lúthien)
- Bővített jelenet Elrond Tanácsán, Gandalf mordori nyelven idézi az Egy Gyűrű feliratát
- Aragorn Völgyzugolyban meglátogatja anyja, Gilraen sírját
- A völgyzugolyi tündék a Szövetség küldetésének kezdetén elbúcsúznak annak tagjaitól
- Gandalf figyelmezteti Frodót Boromir szándékaira Mória előtt
- Bővített jelenetek Móriában
- Bővített jelenetek Lothlórienben (tünde-határőrök és Gimli vitája, Aragorn és Boromir bővített beszélgetése, ajándékozási ceremónia)
- Aragorn és Boromir észreveszik Gollamot, aki egy fatuskón kuporog az Anduinban
- Rajongók felsorolása a végefőcímben

#### A Gyűrűk Ura: A két torony

##### Az eredeti változat jelenetei
A legalsó sziklalap • Szméagol megszelídítése • Az uruk-hai orkok • A Három Vadász • Nyugatvég lángokban • Éomer száműzése • Az uruk-hai orkok nyomában • Éjszakai táborozás Fangornban • Rohan lovasai • Trufa és Pippin nyomában • Szilszakáll • A Fehér Lovas • *A Fangorn-erdő • A Fekete Kapu bezárul • Az Aranycsarnok királya • Gondoljrám-virág a sírhalmokon • A király döntése • Ithilien erdői • Gollam és Szméagol • Füvekről és nyúlpörköltről • Gollam és Szméagol • Törpasszonyok • Az Esticsillag • Vasudvard farkasai • A Helm-szurdok • Vasudvard elszabadul • A valák kegyelme • Arwen sorsa • Az előre látott jövő • A nyugatra nyíló ablak • A tiltott tó • Aragorn visszatérése • Az entek gyülekezése • A Csillogó Barlangok • "Hol a ló és a lovasa?" • Az eldák serege • Kürtvári csata • Óent nyelv • A szurdokfal áttörése • Az ent-tanács döntése • Visszavonulás a Kürtvárba • Peregrin úrfi terve • Osgiliath • Az entek utolsó menete • A nazgûl támadása • "Föl, éorlfiak!" • Vasudvard elárasztása • A nagy regék, amikre mindenki emlékszik • "Kitört a Középföldéért vívott háború." • Gollam terve • Végefőcím

##### A bővített változatban hozzáadott jelenetek
- További jelenetek Frodóról és Samuról a sziklák között
- Gollam jó és rossz énje vitatkozik, hogy elvezesse-e Frodót és Samut Mordor Fekete Kapujához
- A vasudvardi orkok találkoznak a Szauron szolgálatában álló mordoriakkal
- A mordori és vasudvardi orkok vitája közben Pippin vizet kér a megsebesült Trufa számára, akit ork-pálinkával itatnak meg
- Bővített jelenet, amiben Szarumán ellenőrzi a Vasudvardon dolgozó orkokat, és utasítást ad a Fangorn-erdő kivágására
- Bővített jelenet a rohani Nyugathalom felégetéséről
- Éomer megtalálja a Szarumán orkjai által halálos sebet kapott Théodredet (Théoden király fiát) a Vasfolyó gázlójánál
- Éomer száműzése bővített jelenetben
- Az orkok vitatkoznak Fangorn előtt, hogy megegyék-e Trufát és Pippint
- Az orkok vitatkoznak, hogy a két hobbit közül az egyik lehet-e Gyűrűhordozó
- Gollam a Holtlápon panaszkodik, hogy éhes
- Legolas mesél Fangornról
- Bővített jelenet Gandalf visszatéréséről
- Szilszakáll egy dalt énekel Trufának és Pippinnek az ent-asszonyokról, amitől azok elalszanak
- Gandalf és Aragorn beszélgetése az Edorasba tartó útjukon
- Trufa és Pippin Fangornban megkóstolják az entvizet, amitől a fák elkezdik beszívni őket, de Szilszakáll megmenti őket
- Szilszakáll elmeséli a hobbitoknak népe történetét
- Kígyónyelvű Gríma Aragorn kezébe köp, mielőtt elvágtat Vasudvardba
- Éowyn énekel Théodred temetésén
- Aragorn Théodred lovát, Bregót nyugtatja tünde-énekkel Edoras istállójában
- Szarumán Vasudvardban tudomást szerez Grímától Aragorn létezéséről és Gandalf visszatéréséről
- Edorasban Théoden király megígéri népének, hogy visszatérnek a városba
- Bővített jelenet Frodó és Samu elfogásáról
- Bővített visszaemlékezés-jelenet Aragornról és Arwenről
- Bővített csatajelenet a farkaslovasokkal vívott harcról
- A Helm-szurdokba érkezéskor Éowyn ellenőrzi az élelmiszer-készleteket
- Bővített visszaemlékezés-jelenet Boromir kürtjének megtalálásáról
- Visszaemlékezés-jelenet Denethorról, Faramirról és Boromirról Osgiliathban
- Faramir emberei megverik Gollamot
- Aragorn és Éowyn beszélgetése a Helm-szurdokban a csata előtt
- Bővített jelenet az ent-tanácsról
- Bővített csatajelenet a Helm-szurdoki csatáról
- A fangorni entek Vasudvard felé indulnak, hogy bosszút álljanak Szarumánon
- Az orkok Fangornba menekülnek Éomer újonnan érkezett serege elől, de Gandalf parancsára az entek megölik őket
- Legolas és Gimli egymást próbálják túllicitálni, hogy ki mennyi orkot ölt meg a csatában
- Trufa és Pippin felfedeznek egy teli élelmiszerraktárt az entek által elárasztott Vasudvardban
- Faramir útnak indítja Frodót és Samut, majd megfenyegeti Gollamot, hogy ha a hobbitoknak bajuk esik, akkor megbünteti

#### A Gyűrűk Ura: A király visszatér

##### Az eredeti változat jelenetei
A Gyűrű megtalálása • A keresztút felé • Vasudvard felé • Visszatérés Edorasba • Gollam tőrbe csal • A Palantír • Arwen látomása • A Narsil újrakovácsoltatása • Minas Tirith • "Mély lélegzet a lemerülés előtt" • Minas Morgul • "A tábla készen áll..." • Osgiliath lerohanása • A jelzőtüzek meggyújtása • Théoden döntése • Osgiliath eleste • Cirith Ungol lépcsői • Pippin esküje • Samu és Frodó elválása • "Ne vesd oda az életed!" • Gyülekezés Dúnhargban • Andúril – A Nyugat Lángja • Aragorn a Holtak Ösvényét választja • "És ne legyen több bánat" • Dwimorberg, a Kísértethegy • A rohani seregszemle • A Holtak Királya • Gondor ostroma • A Banyapók Odúja • Grond – Az Alvilág Pörölye • Helytartók sírja • Gondor kapujának betörése • Csavardi Samu válaszúton • Denethor őrülete • A rohírok útja • Denethor máglyája • Csata Pelennor mezején • "Egy távoli ország..." • A Nazgûl és prédája • A fekete hajók • Rohan harcos leánya • Győzelem Minas Tirithnél • Théode halála • A teljesített eskü • Cirith Ungol tornya • Az utolsó haditanács • A Homály Földjén • A Fekete Kapu kitárul • "Azt nem vihetem helyetted, de téged elviszlek!" • Az utolsó hadicsel • A Végzet Hegye • "Jönnek a Sasok!" • A Végzet-Katlan • Szauron legyőzése • Mindennek a végén • Újra együtt a Szövetség • A király visszatér • Hazafelé • Szürkerév • Végefőcím

##### A bővített változatban hozzáadott jelenetek
- Szarumán halála (másként, mint a könyvben)
- Legolas és Gimli ivóversenye Edorasban
- Éowyn álma Edorasban
- Gandalf elmeséli Pippinnek Gondor történetét
- Jelenetek Faramir, Boromir és Denethor kapcsolatáról
- A Keresztútnál Frodó és Samu elmennek a királyszobor mellett, és észreveszik annak fejét
- Gandalf és az Angmari Boszorkánykirály összecsapása
- Bővített jelenet a Holtak Ösvényéről
- Aragorn elfoglalja az Umbari Kalózok hajóit
- Denethor halála bővített jelenetben
- Aragorn és Gimli megölik Gothmogot, a Minas Tirithet ostromló ork-sereg vezérét
- Aragorn meggyógyítja Faramirt, Trufát és Éowynt az Ispotályban
- Aragorn belenéz a Palantírba
- Frodó és Samu beállnak Mordorban egy ork-hadoszlopba
- Szauron Szája megjelenik a Morannon előtt vívott csata előtt

## Fogadtatás
A filmtrilógiát a Tolkien-rajongók körében hatalmas várakozás előzte meg, és a közönség szerte a világon elragadtatással fogadta a filmeket.
A művészfilmes kritikusok véleményei között is akadt kifejezetten elismerő. Az, hogy a regény műfaj- és kultuszteremtő alapmű, valamint hogy környezettudatossága és háborúellenessége a filmtrilógia születésekor, röviddel 2001. szeptember 11. után kifejezetten aktuális volt, tovább növelte az elemzések intenzitását.
A könyvek adaptációjaként készülő filmek kritikáinak elsődleges akadályánál, a könyvvel való összevetésnél a kritikusok véleményének többsége szerint kiválóra vizsgázott a film. Különösen a trilógia második részének prerafaelita látványvilágát emelték ki, mint a misztikum-teremtés eredeti képi megfogalmazásának kiemelkedő példáját.
A Gyűrűk Ura filmként is kanonizálódik, erre utal az is, hogy a magyar érettségi film és irodalom tételére való felkészítő anyag egyik kiemelt példája.

### A forrásanyagtól való eltérés fogadtatása
Az adaptációs folyamat során, mint feljebb említésre kerül, a könyv számos elemét megváltoztatták. A könyv rajongójainak és szakértőinek egy része úgy érezte, hogy a forgatókönyvírók a forrásanyag olyan részeit változtatták meg, amelyeket Tolkien a szereplők, a tematika, a cselekmény, vagy egyéb okok miatt szükségesnek érzett.

### Bevétel
| Film                             | A bemutatás dátuma | Bevétel a mozipénztáraknál | Helyezés minden idők legtöbbet hozó filmjeinek listáján | Büdzsé       | Forrás |
| -------------------------------- | ------------------ | -------------------------- | ------------------------------------------------------- | ------------ | ------ |
| A Gyűrűk Ura: A Gyűrű Szövetsége | 2001 december 11.  | $871 530 324               | 37.                                                     | $93 000 000  | [ 32 ] |
| A Gyűrűk Ura: A két torony       | 2002 december 12.  | $927 047 111               | 29.                                                     | $94 000 000  | [ 33 ] |
| A Gyűrűk Ura: A király visszatér | 2003 december 13.  | $1 119 929 521             | 8.                                                      | $94 000 000  | [ 34 ] |
| Összesen                         | Összesen           | $2 917 506 956             |                                                         | $281 000 000 | [ 35 ] |

### Díjak és jelölések

#### A Gyűrűk Ura: A Gyűrű Szövetsége (2002)
- Oscar-díj – a legjobb operatőr – Andrew Lesnie
- Oscar-díj – a legjobb vizuális effektusok – Randall William Cook
- Oscar-díj – a legjobb eredeti filmzene – Howard Shore
- Oscar-díj – a legjobb smink és maszk – Peter King és Peter Owen
- BAFTA-díj – a legjobb film – Peter Jackson, Tim Sanders és Barrie M. Osborne
- BAFTA-díj – a legjobb vizuális effektusok – Richard Taylor, Randall William Cook, Alex Funke, Mark Stetson és Jim Rygiel
- BAFTA-díj – legjobb smink és maszk – Richard Taylor, Peter Owen és Richard Taylor
- MTV Movie Awards – a legjobb film
- MTV Movie Awards – legjobb első szereplés (férfi) – Orlando Bloom
- Hugo-díj – a legjobb forgatókönyv – Peter Jackson, Fran Walsh, Philippa Boyens, J. R. R. Tolkien
- Oscar-díj jelölés – a legjobb film
- Oscar-díj jelölés – a legjobb rendező – Peter Jackson
- Oscar-díj jelölés – a legjobb férfi mellékszereplő – Ian McKellen
- Oscar-díj jelölés – a legjobb adaptált forgatókönyv – Peter Jackson, Fran Walsh és Philippa Boyens
- Oscar-díj jelölés – a legjobb jelmeztervezés – Ngila Dickson
- Oscar-díj jelölés – a legjobb látványtervezés – Dan Hennah és Grant Major
- Oscar-díj jelölés – a legjobb hang – Christopher Boyes, Hammond Peek, Michael Semanick és Gethin Creagh
- Oscar-díj jelölés – a legjobb eredeti filmdal – Enya
- Oscar-díj jelölés – a legjobb vágás – John Gilbert
- Golden Globe-díj jelölés – a legjobb film (drámai kategória)
- MTV Movie Awards jelölés – a legjobb férfi főszereplő – Elijah Wood
- MTV Movie Awards jelölés – a legjobb bunyó – Christopher Lee és Ian McKellen
- MTV Movie Awards jelölés – a legjobb akciójelenet

#### A Gyűrűk Ura: A két torony (2003)
- Oscar-díj – a legjobb vizuális effektusok – Randall William Cook, Joe Letteri, Alex Funke és Jim Rygiel
- Oscar-díj – a legjobb hangeffektusok – Mike Hopkins és Ethan van der Ryn
- BAFTA-díj – a legjobb jelmeztervezés – Richard Taylor és Ngila Dickson
- Grammy-díj – a legjobb score album (film, televízió vagy más vizuális média) – Howard Shore
- Oscar-díj jelölés – a legjobb film – Peter Jackson, Barrie M. Osborne és Fran Walsh
- Oscar-díj jelölés – a legjobb látványtervezés – Grant Major
- Oscar-díj jelölés – a legjobb hang
- Oscar-díj jelölés – a legjobb vágás – D. Michael Horton
- BAFTA-díj jelölés – a legjobb film – Peter Jackson és Fran Walsh
- BAFTA-díj jelölés – a legjobb rendező – Peter Jackson
- BAFTA-díj jelölés – a legjobb operatőr – Andrew Lesnie
- BAFTA-díj jelölés – a legjobb hang
- BAFTA-díj jelölés – a legjobb vágás – D. Michael Horton
- BAFTA-díj jelölés – a legjobb smink és maszk – Peter Owen
- Golden Globe-díj jelölés – a legjobb rendező – Peter Jackson
- Golden Globe-díj jelölés – a legjobb film (drámai kategória)

#### A Gyűrűk Ura: A király visszatér (2004)
- Oscar-díj – a legjobb film – Peter Jackson, Fran Walsh és Barrie M. Osborne
- Oscar-díj – a legjobb rendező – Peter Jackson
- Oscar-díj – a legjobb adaptált forgatókönyv – Peter Jackson, Philippa Boyens és Fran Walsh
- Oscar-díj – a legjobb filmzene – Howard Shore
- Oscar-díj – a legjobb jelmeztervezés – Ngila Dickson és Richard Taylor
- Oscar-díj – a legjobb vágás – Jamie Selkirk
- Oscar-díj – a legjobb hang – Hammond Peek, Michael Hedges, Christopher Boyes és Michael Semanick
- Oscar-díj – a legjobb vizuális effektusok – Joe Letteri, Randall William Cook, Alex Funke és Jim Rygiel
- Oscar-díj – a legjobb smink és maszk – Peter King és Richard Taylor
- Oscar-díj – a legjobb látványtervezés – Alan Lee, Dan Hennah és Grant Major
- Oscar-díj – a legjobb filmdal – Annie Lennox, Howard Shore és Fran Walsh
- BAFTA-díj – a legjobb film – Peter Jackson
- BAFTA-díj – a legjobb adaptált forgatókönyv – Fran Walsh és Philippa Boyens
- BAFTA-díj – a legjobb operatőr – Andrew Lesnie
- BAFTA-díj – a legjobb vizuális effektusok – Alex Funke, Randall William Cook, Jim Rygiel és Joe Letteri
- Golden Globe-díj – a legjobb rendező – Peter Jackson
- Golden Globe-díj – a legjobb filmzene – Howard Shore
- Golden Globe-díj – a legjobb filmdal – Annie Lenox, Howard Shore és Fran Walsh
- Golden Globe-díj – a legjobb film (drámai kategória)
- BAFTA-díj jelölés – a legjobb rendező – Peter Jackson
- BAFTA-díj jelölés – a legjobb férfi mellékszereplő – Ian McKellen
- BAFTA-díj jelölés – a legjobb jelmeztervezés – Richard Taylor és Ngila Dickson
- BAFTA-díj jelölés – a legjobb látványtervezés – Grant Major
- BAFTA-díj jelölés – a legjobb hang – Hammond Peek, Ethan Van der Ryn, Michael Hopkins, Michael Hedges, Michael Semanick, Christopher Boyes és David Farmer
- BAFTA-díj jelölés – a legjobb vágás – Alex Funke és Jamie Selkirk
- BAFTA-díj jelölés – a legjobb smink és maszk – Peter King, Peter Owen és Richard Taylor
- BAFTA-díj jelölés – a legjobb filmzene – Howard Shore

## Kapcsolódó videójátékok
A filmek bemutatása után a Tolkien világa iránti érdeklődés óriásit nőtt. Ezen effektus kihasználásának reményében az Electronic Arts megszerezte a filmeken alapuló videójátékok készítési jogát, míg a Sierra Entertainment a feldolgozott könyvön (és A hobbiton) alapuló videójátékok piacra dobásához való jogot vette meg a Tolkien Enterprises-tól. Emiatt azon helyezett jött létre, hogy Sierra Entertainmentnek nem volt joga a filmekből venni alapanyagot videójátékaihoz, beléjük tehette azonban a könyvek olyan elemeit, amelyek kimaradtak a filmtrilógiából. Az EA jogai viszont kizárólag a filmek feldolgozására terjedt ki, így ilyen elemek alkalmazásától tartózkodnia kellett. Ez a szituáció 2005-ig tartott, amikor az EA megvásárolta az említett könyveken alapuló játékok készítéséhez való jogot. A következő években számos Tolkien-témájú videójáték került bemutatásra.

## Előzménytrilógia
2012 és 2014 között került bemutatásra A hobbit filmtrilógia, Tolkien azonos nyelvű könyvének adaptációja és A Gyűrűk Ura filmtrilógia előzménye. A stáb nagy része visszatért, köztük Peter Jackson rendezőként, producerként és forgatókönyvíróként; Fran Walsh és Philippa Boyens forgatókönyvírókként; Howard Shore zeneszerzőként; Alan Lee és John Howe pedig látványtervezőkként. Az előzménytrilógiában több színész folytatta szerepét A Gyűrűk Urából, többek között Ian McKellen mint Gandalf, Cate Blanchett mint Galadriel, Orlando Bloom mint Legolas, Ian Holm mint az idős Zsákos Bilbó és Elijah Wood mint Zsákos Frodó. A filmek nagy bevételt hoztak, azonban számos kritikus A Gyűrűk Ura trilógiánál rosszabként ítélte meg őket.

## Hatása
A filmek bemutatása miatt megugrott az érdeklődés A Gyűrűk Ura és Tolkien más művei iránt, ezzel a kultúrára gyakorolt hatását megsokszorozva. A Tolkien család egyes híresztelések szerint megoszlott a trilógiáról alkotott vélemények eltérése között. Christopher Tolkien, Tolkien harmadszülött fia és hagyatékának igazgatója a kezdeti tagadás után hangot adott elégedetlenségének Jackson adaptációjával, míg fia, Simon Tolkien író, nem értett egyet vele, és felajánlotta segítségét Jacksonnak.
Peter Jacksont a filmek sikere világhírhez segítette, a filmszakma George Lucashoz és Steven Spielberghez hasonló mágnásává téve őt. Megalapította saját filmkészítőcégét, a WingNut Filmset, továbbá a WingNut Interactive-et, amely videójátékok készítésére specializálódik. 2005-ben elkészítette a King Kong remake-jét, amely sikert ért el a kritikusoknál és a pénztáraknál, bár nem akkorát, mint A Gyűrűk Ura.

## Fordítás
- Ez a szócikk részben vagy egészben  a   The Lord of the Rings (film series) című angol Wikipédia-szócikk fordításán alapul.  Az eredeti cikk szerkesztőit annak laptörténete sorolja fel. Ez a jelzés csupán a megfogalmazás eredetét és a szerzői jogokat jelzi, nem szolgál a cikkben szereplő információk forrásmegjelöléseként.
- Ez a szócikk részben vagy egészben  a   The Lord of the Rings: The Fellowship of the Ring című angol Wikipédia-szócikk fordításán alapul.  Az eredeti cikk szerkesztőit annak laptörténete sorolja fel. Ez a jelzés csupán a megfogalmazás eredetét és a szerzői jogokat jelzi, nem szolgál a cikkben szereplő információk forrásmegjelöléseként.
- Ez a szócikk részben vagy egészben  a   The Lord of the Rings: The Two Towers című angol Wikipédia-szócikk fordításán alapul.  Az eredeti cikk szerkesztőit annak laptörténete sorolja fel. Ez a jelzés csupán a megfogalmazás eredetét és a szerzői jogokat jelzi, nem szolgál a cikkben szereplő információk forrásmegjelöléseként.

### Könyvek
- J. R. R. Tolkien. A Gyűrűk Ura: A Gyűrű Szövetsége. Európa Könyvkiadó, Budapest (1999)
- J. R. R. Tolkien. A Gyűrűk Ura: A két torony. Európa Könyvkiadó, Budapest (1999)
- J. R. R. Tolkien. A Gyűrűk Ura: A Király visszatér. Európa Könyvkiadó, Budapest (1999)

### Internet
- – A Gyűrűk Ura: A Gyűrű Szövetsége a port.hu-n
- – A Gyűrűk Ura: A két torony a port.hu-n
- – A Gyűrűk Ura: A király visszatér a port.hu-n
- – A Gyűrűk Ura: A Gyűrű Szövetsége az IMDb-n (angol nyelven)
- – A Gyűrűk Ura: A két torony az IMDb-n (angol nyelven)
- – A Gyűrűk Ura: A király visszatér az IMDb-n (angol nyelven)